# Henri de Toulouse-Lautrec
Henri Marie Raymond de Toulouse-Lautrec (Hôtel du Bosc a Albi, França, 24 de novembre del 1864 - Sent Andriu dau Bòsc, França, 9 de setembre del 1901) fou un artista pertanyent al moviment postimpressionista. Va dedicar la seva vida a l'art, fent tant cartells com pintures que reflectien l'elegància, la provocació i la decadència de la ciutat parisenca del segle xix.

## Biografia
Al segle xix, els matrimonis de la noblesa es realitzaven normalment entre parents per tal d'evitar les divisions territorials i la minva de les seves possessions. Aquest fou el cas dels pares d'Henri Toulouse-Lautrec, Alphonse de Toulouse-Lautrec-Montfa i la comtessa Adèle Tapie de Celeyran, que eren cosins en primer grau. Henri fou el primogènit de la família. Quan tenia quatre anys, nasqué el seu germà Richard-Constantine, que morí un any després.
La incompatibilitat de caràcters d'ambdós cònjuges en motivà la separació el 1868 i Henri quedà sota la cura de la seva mare.
La seva infància fou feliç fins que, a conseqüència de la consanguinitat dels seus pares, Toulouse-Lautrec patí una malaltia que afectava el desenvolupament dels ossos anomenada picnodisostosi i que se li manifestà el 1874.
Aquesta malaltia feia que tingués les cames curtes i el cap gran en proporció al tòrax i l'abdomen.
El petit Henri va començar a estudiar a casa, tot i que un temps més tard va passar una temporada a l'escola, però la seva àvia, en veure que només feia dibuixos a les pàgines dels quaderns i llibres, va decidir portar-lo al camp i educar-lo ella mateixa.
Aleshores, als deu anys, la seva salut deixava molt a desitjar. La seva constitució òssia era dèbil i, entre el maig del 1878 i l'agost del 1879, patí dues fractures als fèmurs d'ambdues cames que li impediren créixer més; només pogué assolir una altura d'1,52 m. Van intentar cercar-li un remei a la malaltia mitjançant descàrregues elèctriques i posant-li una gran quantitat de plom als peus. Va trigar quasi tres anys a millorar i va haver d'anar sovint a diferents balnearis i a prendre aires hivernals a la Costa Blava.
El cineasta Joan Olivé i Vagué va recrear la vida del pintor en una de les seves obres fílmiques.

### Primers anys
Va pintar el primer quadre als 13 anys, anomenat Artillers a cavall. Tres anys després, realitzà el seu primer autoretrat, en què es pinta assegut darrere una taula amb la cara coberta d'ombres i amagant les cames.
El 1881, Toulouse-Lautrec es trasllada a París, moment en què decideix ser pintor. Amb el suport del seu oncle Charles i uns pintors amics de la família, com en Princetau, John Lewis Brown i Jean-Louis Forain; és admès a l'estudi de Léon Bonnat, retratista de moda. Allà perfeccionà el dibuix però, en tancar-se el taller de Bonnat, Lautrec va haver de cercar un nou mestre, Fernand Cormon. A l'estudi de Cormon, va fer amistat amb en Vincent van Gogh, del qual aprengué molt.

### Vida als bordells
El 1884, va obtenir el primer treball remunerat amb una col·laboració en la il·lustració d'obres completes de l'escriptor francès Victor Hugo. Aquest mateix any, Henri anà a viure a Montmartre, on tingué veïns com Degas. La fascinació que sentia pels locals de diversió nocturns el portà a freqüentar-los amb assiduïtat i a fer-se client predilecte d'alguns d'aquests, com ara el Saló de la Rue des Moulins, el Moulin de la Galette, el Moulin Rouge, Le Chat Noir, entre d'altres. Tot allò relacionat amb aquest món de cabarets, inclosa la prostitució, constituí un dels temes principals de la seva obra. En les seves obres dels baixos fons de París, hi pintava els actors, ballarins, burgesos i prostitutes (la seva gran obsessió). A voltes, les pintava mentre es canviaven, quan acabaven cada servei o quan esperaven una inspecció mèdica. El preocupava reflectir els seus sentiments, presentar-les com les altres dones.
Els propietaris dels locals li demanaven que dibuixés cartells per promocionar els seus espectacles, fet que entusiasmà Lautrec, ja que, en les seves
llargues nits als cabarets, dibuixava tot allò que veia i ho deixava per les taules. D'aquesta manera, arribà a vendre pintures i a ser reconegut. En aquesta època, va fer grans amigues com la ballarina Jane Avril, a la qual dedicà diversos quadres i cartells. Conegué també ballarins reconeguts, com en Valentí el sense ossos, que era notari de dia i ballarí de nit, pallassos i altres personatges de les festes i espectacles dels suburbis.
Tenia grans problemes amb l'alcohol, i va arribar a barrejar xampany, conyac i absenta en una mateixa copa i repetides vegades, fet que derivava sovint en follia. També va contraure la sífilis.
Criticava tot aquell que reflectia paisatges als seus quadres, ja que ell opinava que allò que veritablement pagava la pena era la gent, el poble. Es considerava un cronista social i es mesclà amb el poble, el pintà i fou com ell.

### Nous rumbs
El 1886, abandonà l'estudi de Cormon i n'arrendà un de propi gràcies que la seva família li va donar diners per llogar un estudi.
A la dècada dels 90, viatjà fins a Londres, on conegué i retratà de manera sublim Oscar Wilde.
La vida noctàmbula i desordenada que portà durant anys, així com l'alcoholisme, li deterioraren la salut. A partir del 1897, patí manies, depressions i neurosis, a més d'atacs de paràlisi a les cames i a un costat. El 1897, va haver de ser recollit dels carrers a causa d'una borratxera i, poc després, en un moment de deliri, va arribar a disparar a les parets de casa seva creient que estaven plenes d'aranyes. Malgrat això, seguia pintant de manera ferma i ràpida. Però el 1899 va ingressar al sanatori de Folie-Saint-James a Neuilly per ser sotmès a un procés de desintoxicació. Només un mes després es va posar a treballar en una col·lecció de pintures sobre el circ per tal de demostrar que no estava boig.

### Darrers anys
El deixaren marxar a casa de la seva mare, a les seves possessions a prop de Bordeus. Tenia la salut molt malmesa, la pell de color cendra i la cara barbuda. L'addicció per l'alcohol feu que arribés al punt de comprar un bastó amb la punta en forma de copa per poder beure d'amagat de la seva mare. El 9 de setembre de 1901, morí prostrat al llit, i reposa al cementiri de Verdelais.

## Influències

### Aprenentatge a París
Quan Henry va decidir ser pintor, va anar a la capital del bressol de la pintura postimpressionista de l'època. Allà va ser alumne de Léon Bonnat i, pocs anys després, va haver de buscar un altre mestre que l'emmirallés, aquest va ser Fernand Cormon; posteriorment, amb l'amistat de Vincen Van Gogh, va aprendre molt de les seves tècniques i obres.
Lautrec va viatjar a París, on coincidí amb diferents artistes dels quals també agafà idees i inspiracions per a la seva tècnica. Alguns d'aquests artistes són de la Ruedu Fauborg Sant-Honoré i Fernando del Boulevard Rochechouart.
Lautrec comença a pintar com a escapament de l'avorriment, la qual cosa fa que ajudi el seu tiet Charles, “dibuixo i pinto tot el que puc, fins a arribar al punt en què se’m cansa la mà”.
Lautrec, en mudar-se al barri de Montmartre el 1884 va conèixer Degas, un dels màxims representants de la pintura impressionista, del qual també va aprendre molt.

### Postimpressionisme
El postimpressionisme neix a principis del segle xx i és una etapa posterior a la de l'impressionisme, el qual sorgeix a la fi del segle xix.
Aquest moviment artístic és una extensió de l'impressionisme i d'aquest agafa algunes de les característiques, com l'ús dels colors vius, el mateix estil de pinzellades i temes de la vida quotidiana que veien habitualment. Però la diferència rau que van procurar aportar més emoció i expressió en les seves pintures, encara que també volien representar el seu rebuig a la societat.

### Moulin Rouge

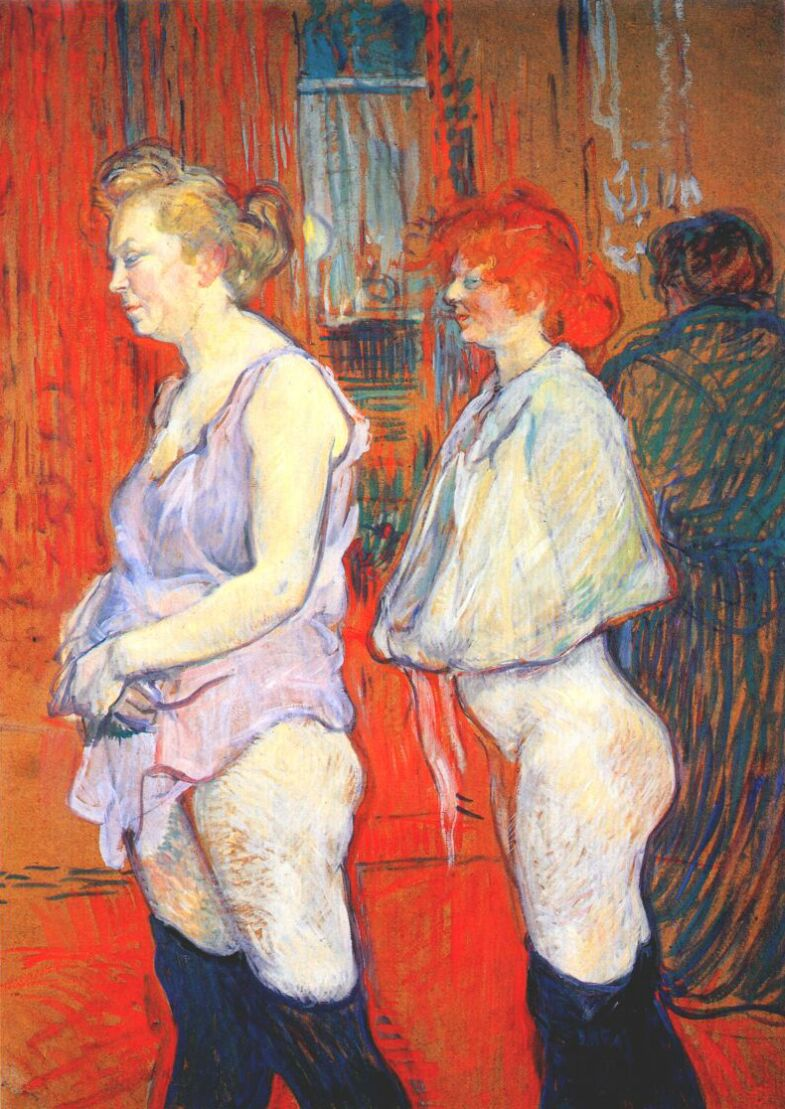
Lautrec, Rue des moulins: L'inspection médicale.

Lautrec sentia una fascinació pels locals nocturns de diversió, un d'aquests era el Moulin Rouge, del qual es va convertir en client habitual. Aquest món incloïa la prostitució, que va ser un dels temes més reflectits en la seva obra. Un dels seus quadres més famosos que reflecteix un dels moments d'aquest món és L'inspection médicale.
Ja dins aquest món, Lautrec es va fer molt amic d'una ballarina anomenada Jane Avril, a la qual va dedicar grans cartells. Per a ell, el món del Moulin Rouge significava desconnectar de la seva constitució o discapacitat, ja que allà se sentia acollit per la gent. El fet que els propietaris dels bordells li encarreguessin cartells per promocionar els espectacles va ser un punt a favor que l'entusiasmà cada cop més.

## Obra

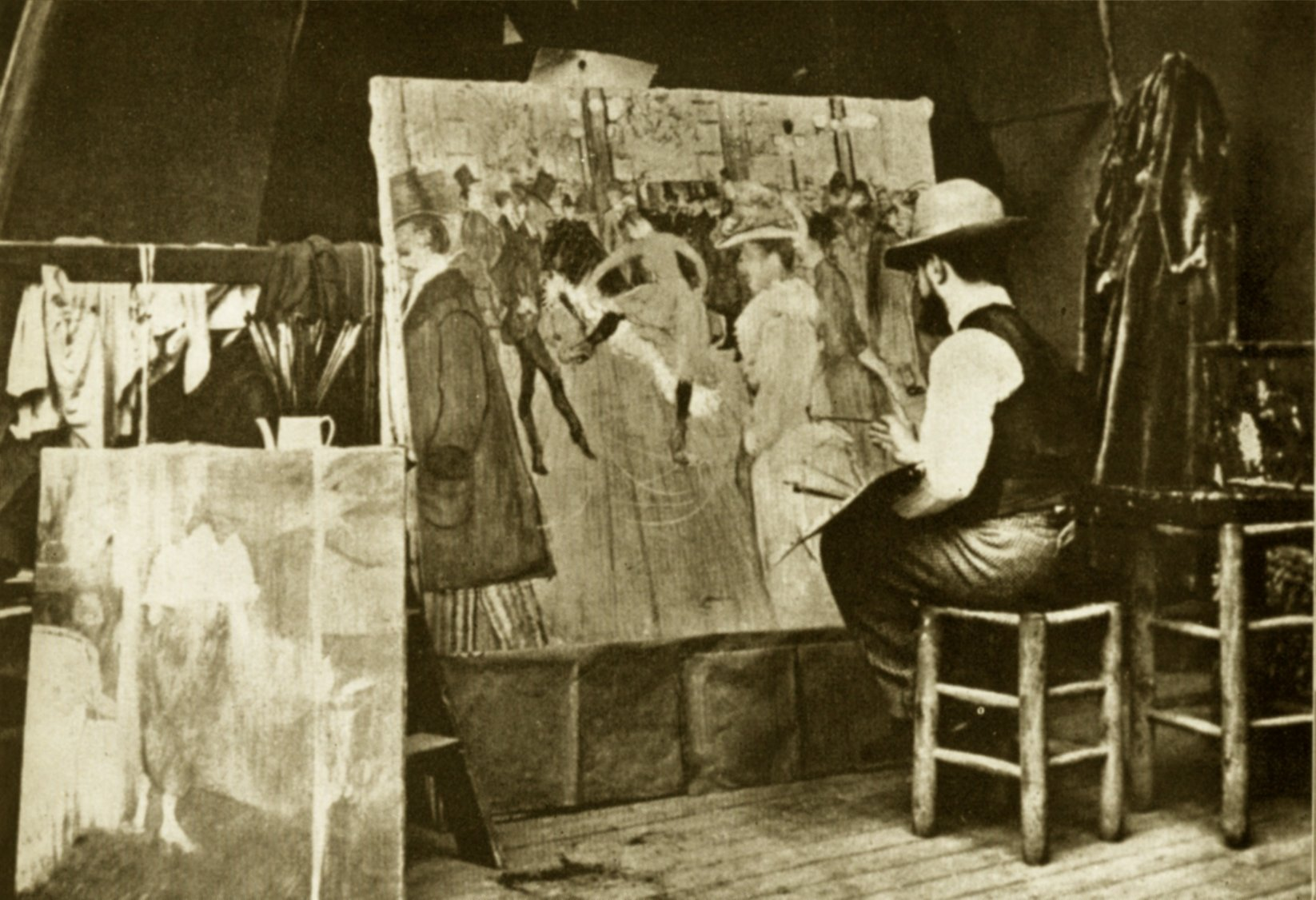
Lautrec pintant el Moulin rouge, 1890.

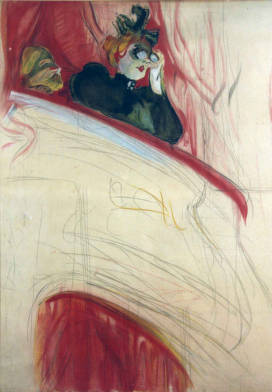
La loge au Mascaron Doré, cromolitografia del fons d'art del MAE.

L'obra de Toulouse-Lautrec es caracteritza pel seu estil fotogràfic, al qual corresponen l'espontaneïtat i la capacitat de captar el moviment en les seves escenes i personatges, i té un estil propi. Cal afegir-hi l'originalitat de les seves composicions influenciades per l'art japonès (les estampes japoneses estaven molt de moda en aquella època), que es manifesta en les línies compositives diagonals i el tall sobtat de les figures per les vores. Lautrec posseïa una memòria fotogràfica i pintava de manera molt ràpida. No obstant això, la seva primera influència fou la pintura impressionista i, sobretot, la figura de Degas, de qui seguí la temàtica urbana allunyant-se dels paisatges que interpretaven Monet o Renoir. Fou l'avantguarda del modernisme i de l'Art Nouveau.
A més de la pintura a l'oli, Lautrec emprà altres tècniques i suports en la seva obra, en què destaca la producció de cartells. La seva obra en forma de cartells publicitaris es caracteritza per la presència de personatges del món bohemi i pel fet que, com que treballava com a il·lustrador publicitari, principalment per a cabarets, restaurants i bars de la zona de Montmartre a París, als seus cartells es pot veure reflectida la societat i els artistes que freqüentaven aquests ambients parisencs.
Entre les seves obres podem esmentar les següents:
- Autoretrat davant el mirall (oli sobre cartró, 1880).
- Servent de cavalleries amb dos cavalls (oli sobre cartró, 1880).
- El comte Alphonse de Toulouse-Lautrec condueix el seu cotxe de quatre cavalls (oli sobre tela, 1881).
- La mare de l'artista, comtessa Adèle de Toulouse-Lautrec, esmorzant al Castell Malromé (oli sobre tela, 1882-1883).
- El jove Routy a Céleyran (oli sobre tela, 1882).
- La grassa Marie (oli sobre tela, 1884).
- La bugadera (oli sobre tela, 1884).
- Retrat de Vincent van Gogh (pastel sobre cartró, 1887).
- Amazona al circ Fernando (oli sobre tela, 1888).
- A la Mie (oli i guaix sobre cartó, 1891).
- Mademoiselle Marie Dihau al piano (oli sobre cartró, 1890).
- L'actor Henry Samary (oli sobre cartró, 1889).
- Al Moulin de la galette (oli sobre tela, 1889).
- Ball al Moulin rouge (oli sobre tela, 1890).
- Moulin rouge: la Goulue (litografia a color, 1891).
- Reine de joie (litografia a color, 1892).
- Ambassadeurs: Aristide Bruant (litografia a color, 1892).
- L'anglès al Moulin Rouge (oli i guaix sobre cartró, 1892).
- Divan japonès (litografia a color, 1892-1893).
- Yvette Guilbert (guaix sobre cartró, 1894).
- Jardí de París: Jane Avril (litografia a color, 1893).
- Confetti (litografia a color, 1894).
- La passatgera de la cabina (litografia a color, 1896).
- La banyera (litografia a color, 1896).
- Passeig pel camp (litografia a color, 1897).

### Pintura
Des de la seva infantesa, va mostrar una gran afició pel dibuix, especialment d'animals, per la qual cosa els seus pares li van posar un professor, René Princeteau, qui li va aconsellar inscriure's en l'estudi del pintor acadèmic Lleó Bonnat. Quan s'instal·la al seu propi estudi coneix Degas, que serà el seu referent més important.
En conseqüència, es va sentir atret pels mateixos temes que Degas, els cavalls, les ballarines… però entre tots dos hi ha diferències notables. Mentre Degas representa un món reiteratiu i monòton, Lautrec pinta moviments específics i fugaços. Ell, que sap que no es troba en harmonia amb la natura, li està negada l'alliberament que hi trobaven els impressionistes.
En una carta que va ser enviada durant la primavera del 1885, explica com en un període que va passar vivint al camp amb Anquetin, Grenier i altres amics, s'adona que no s'hi sent còmode. Per primera vegada, mostra la seva predilecció per la mirada entre bastidors.

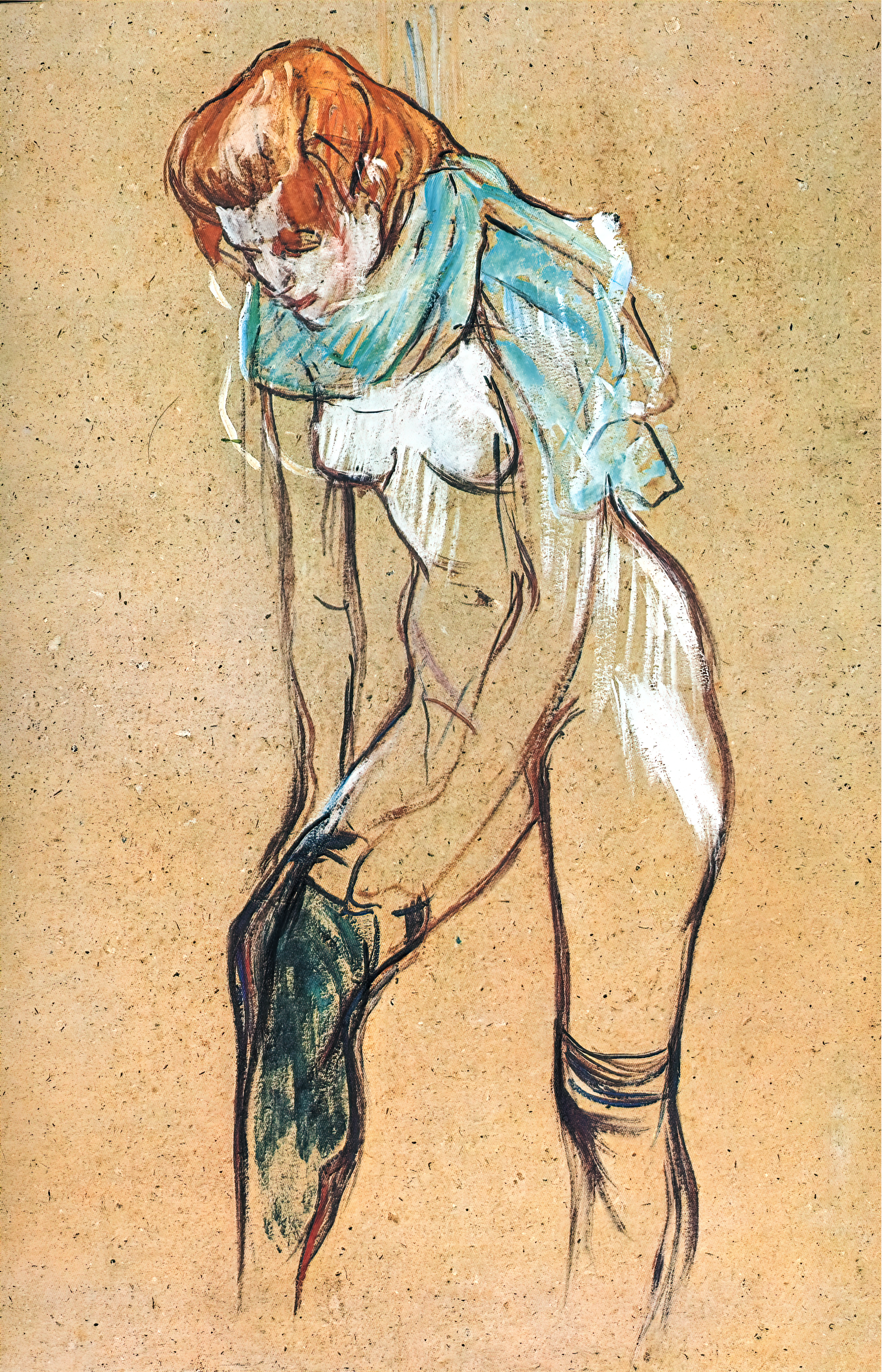
Femme qui tire son bas (1894).

Lautrec comença a freqüentar cabarets, cafès cantants i bordells de París. Aquell món torbador fou captat per Lautrec amb una aguda percepció del moviment, expressions i efectes de la llum i pels contorns de línies vibrants apreses de les estampes japoneses, les quals el marcarien notablement.
Toulouse Lautrec comença a desenvolupar una tècnica pictòrica en forma de dibuix o esbós, compostos per pinzellades curtes i enèrgiques que estan contingudes per contorns molt pronunciats. L'escena està tallada pels marges del quadre sense donar importància a la coherència o a la connexió significativa de les figures humanes; els personatges fragmentats marginats adquireixen una presència major que al centre, amb la finalitat d'aconseguir un efecte suggestiu al més fort possible. La impressió de moviment s'aconsegueix amb l'excentricitat del tall del quadre.
L'any 1888 té molta importància per a ell des del punt de vista artístic, ja que troba el seu estil específic. La suggestió d'una experiència espacial i de moviment integrada en l'elaborada estructura del quadre es potencia a favor de l'expressió amb reduccions exagerades i porcions en part deformades respecte a les figures de les ballarines; el color ha guanyat lluminositat.

Amb els contorns marcats, les figures se separen del fons clar, mentre que el dibuix interior està realitzat amb ombrejats d'amples pinzellades. Vistes des de baix, amb la perspectiva típica de l'artista i figures en primer pla, vistes de prop. D'aquesta manera, assoleix la característica pictòrica d'aplicar, sense base prèvia, les pintures diluïdes amb aiguarràs sobre el llenç o el cartró.

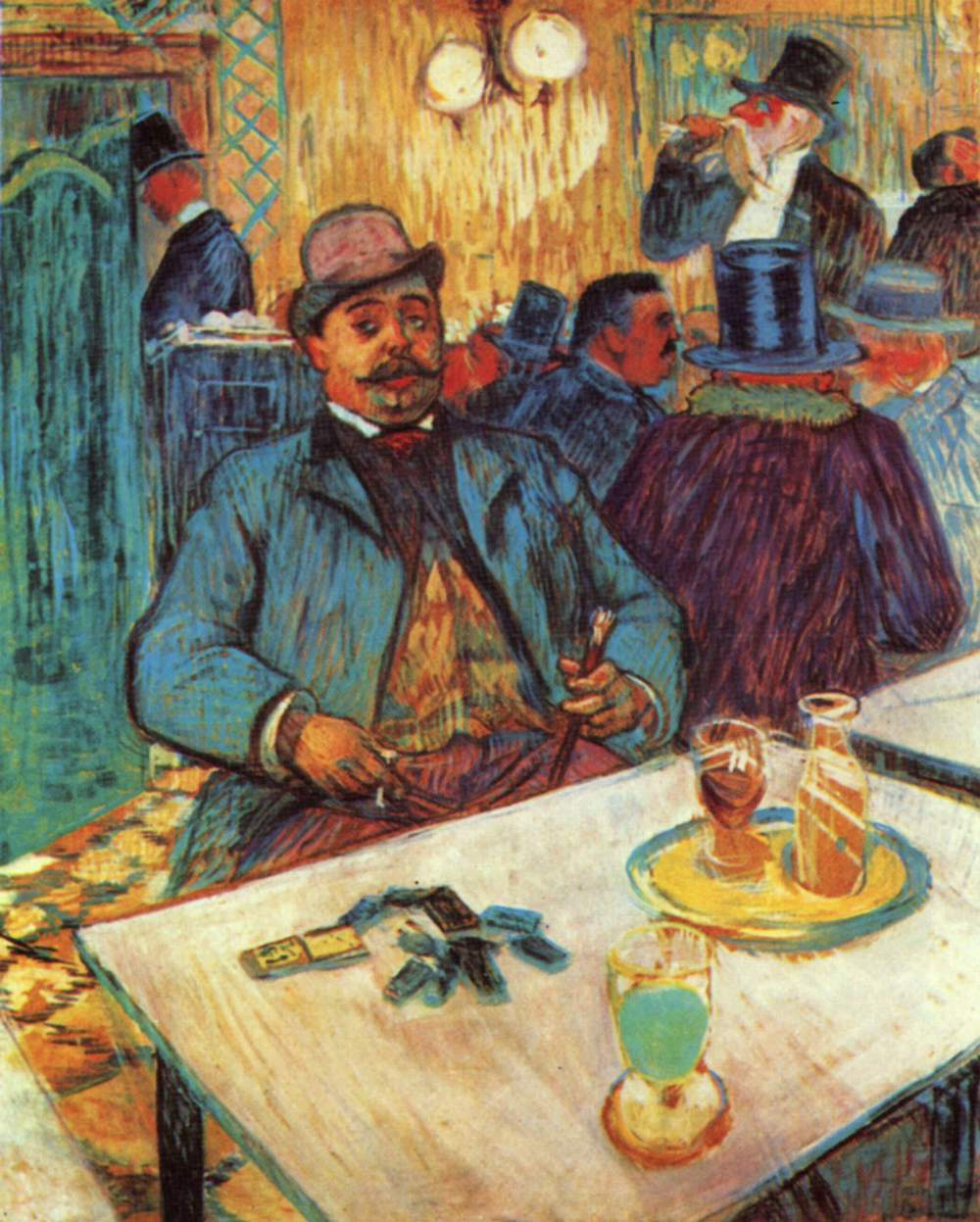
Monsieur Boileau, (1893)
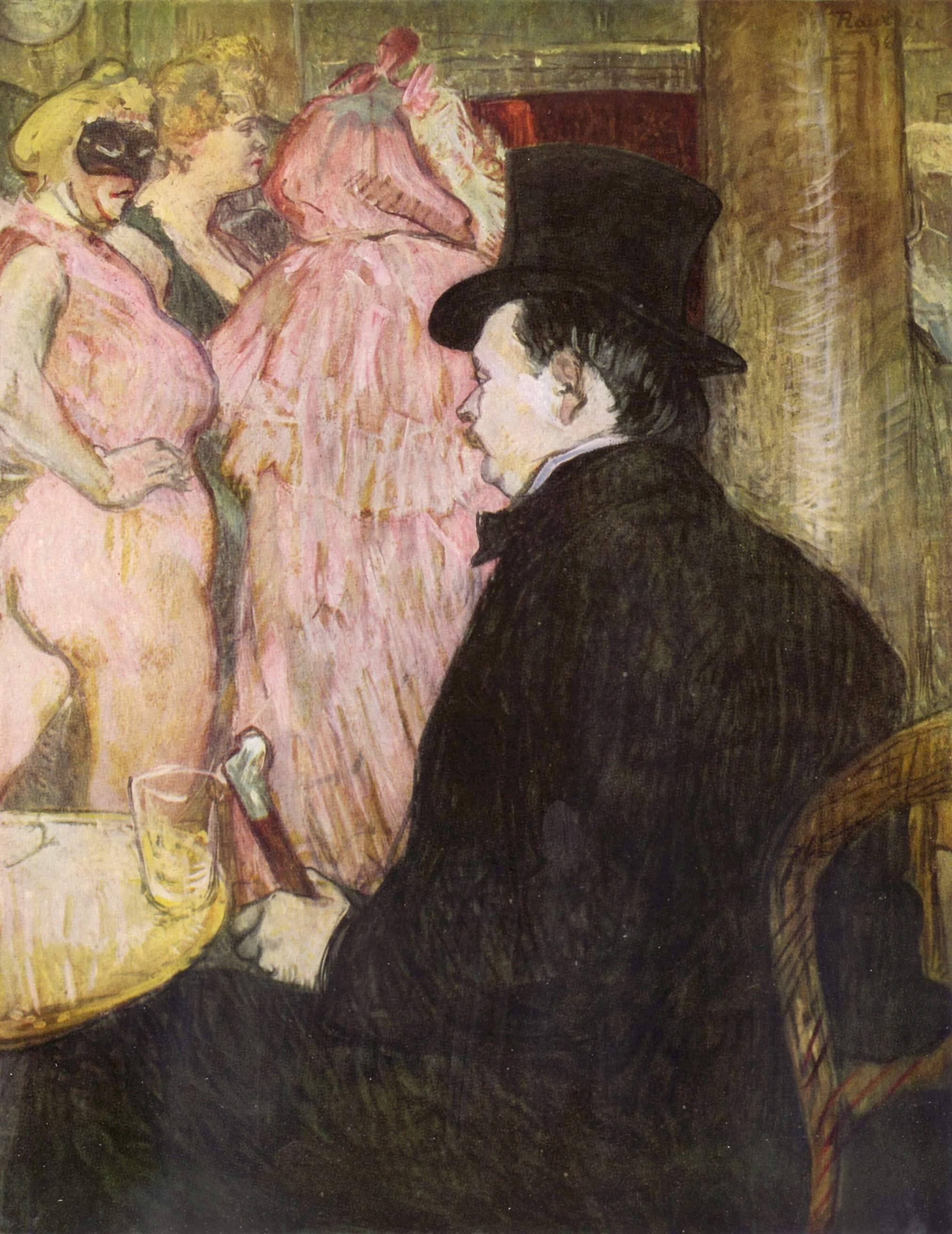
Maxime Dethomas (1896)
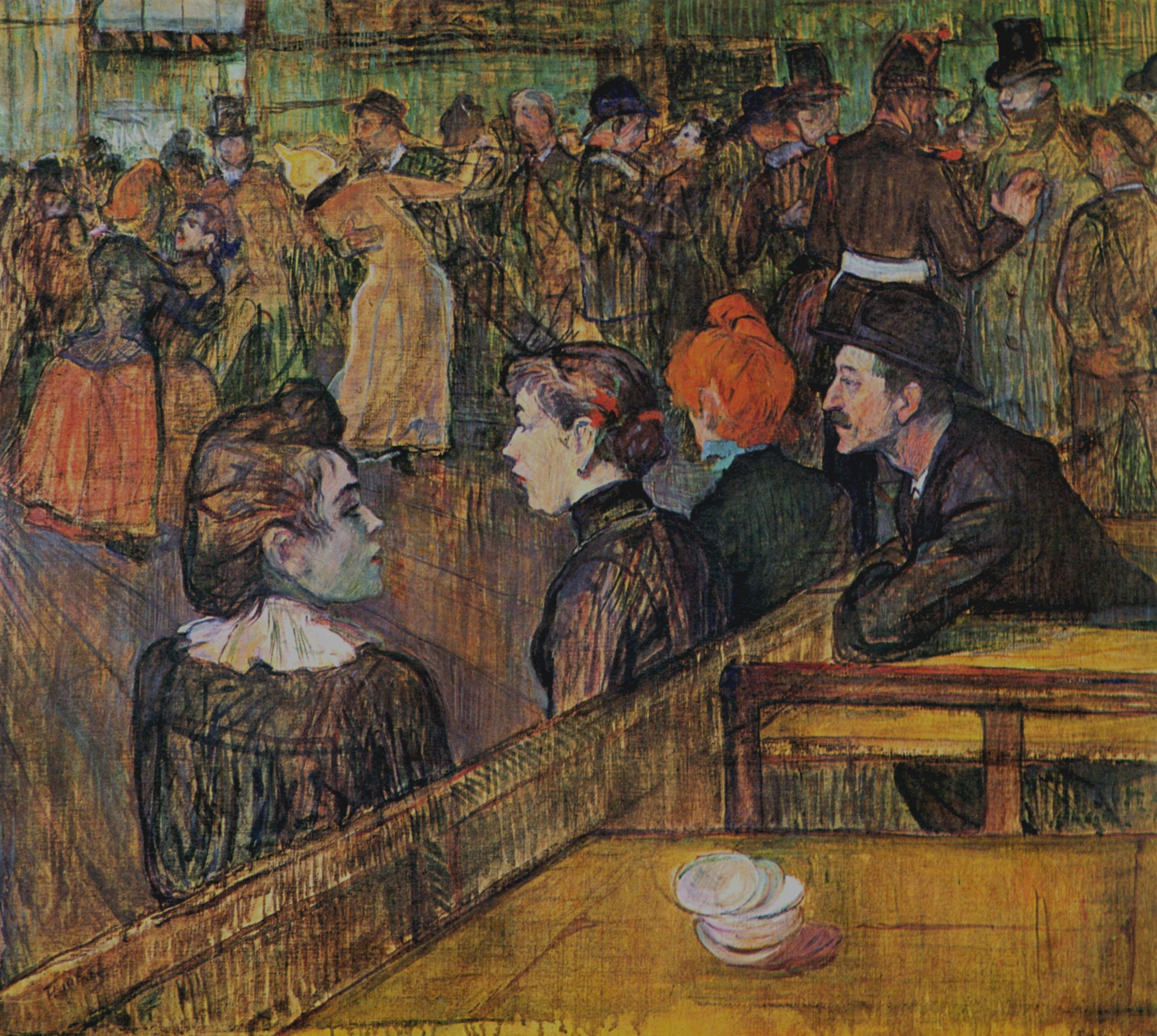
Au Moulin de la Galette (1889)
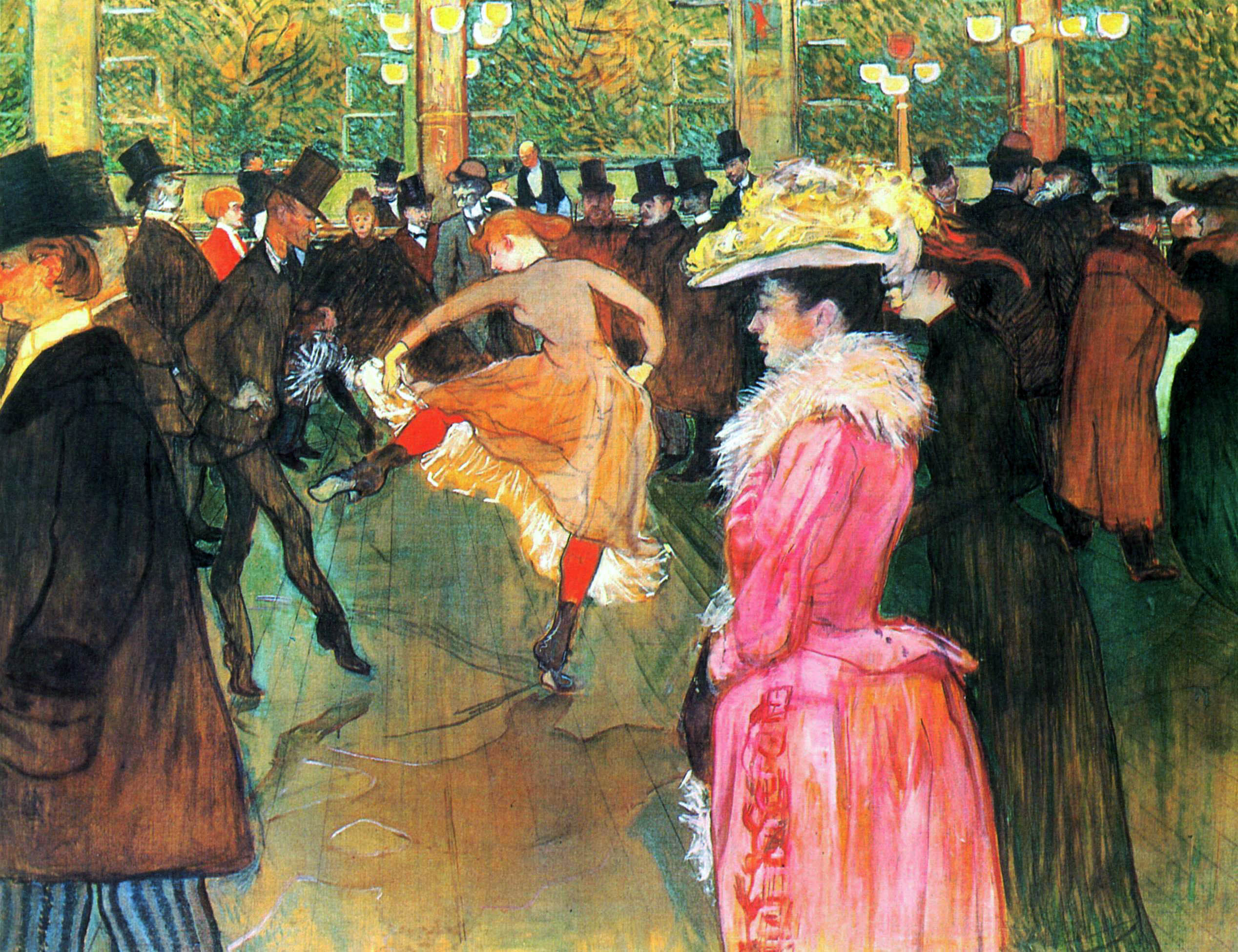
Bal au Moulin Rouge (1890)
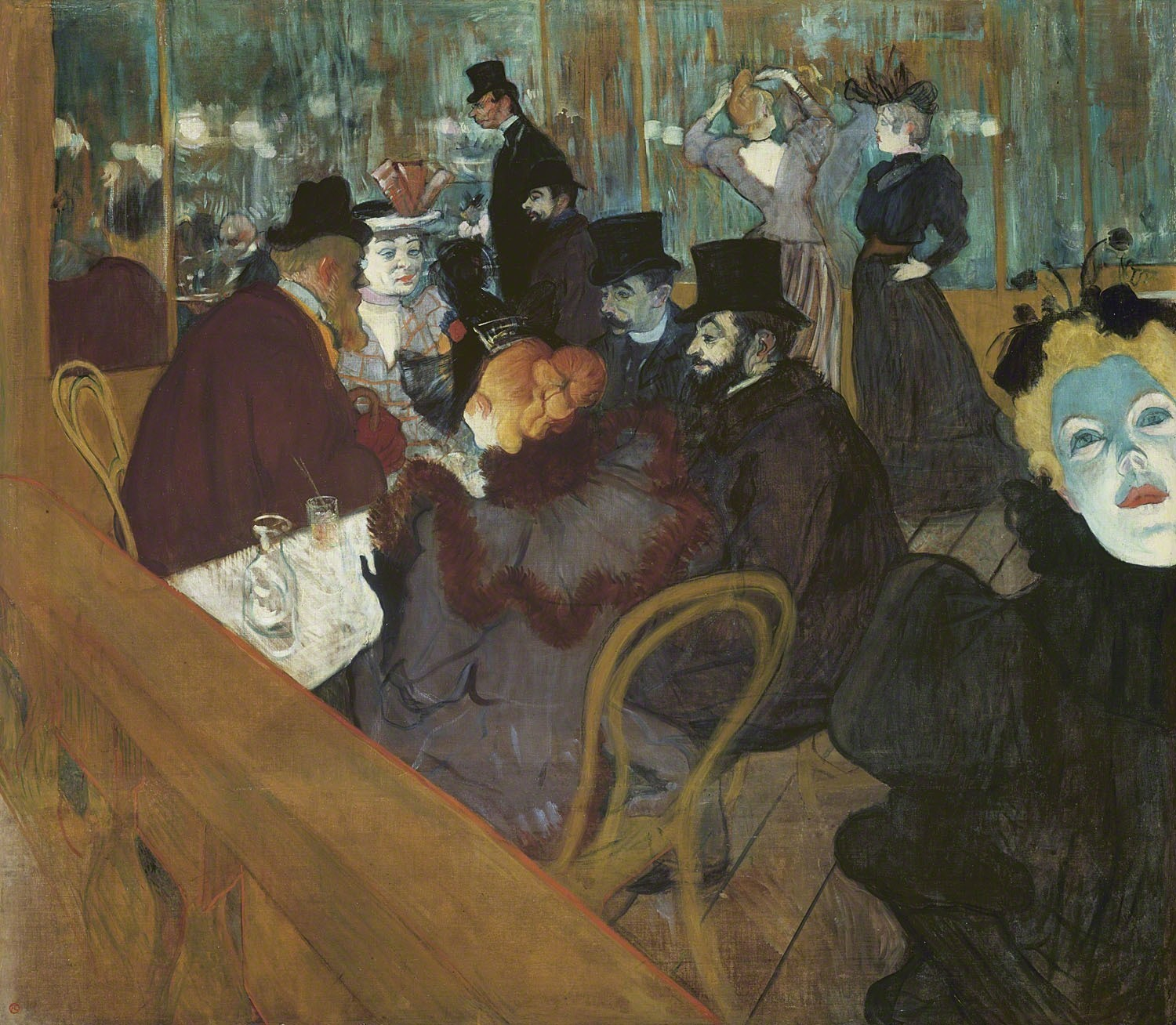
Au moulin rouge (1892)
Salon Rue des moulins (1894)
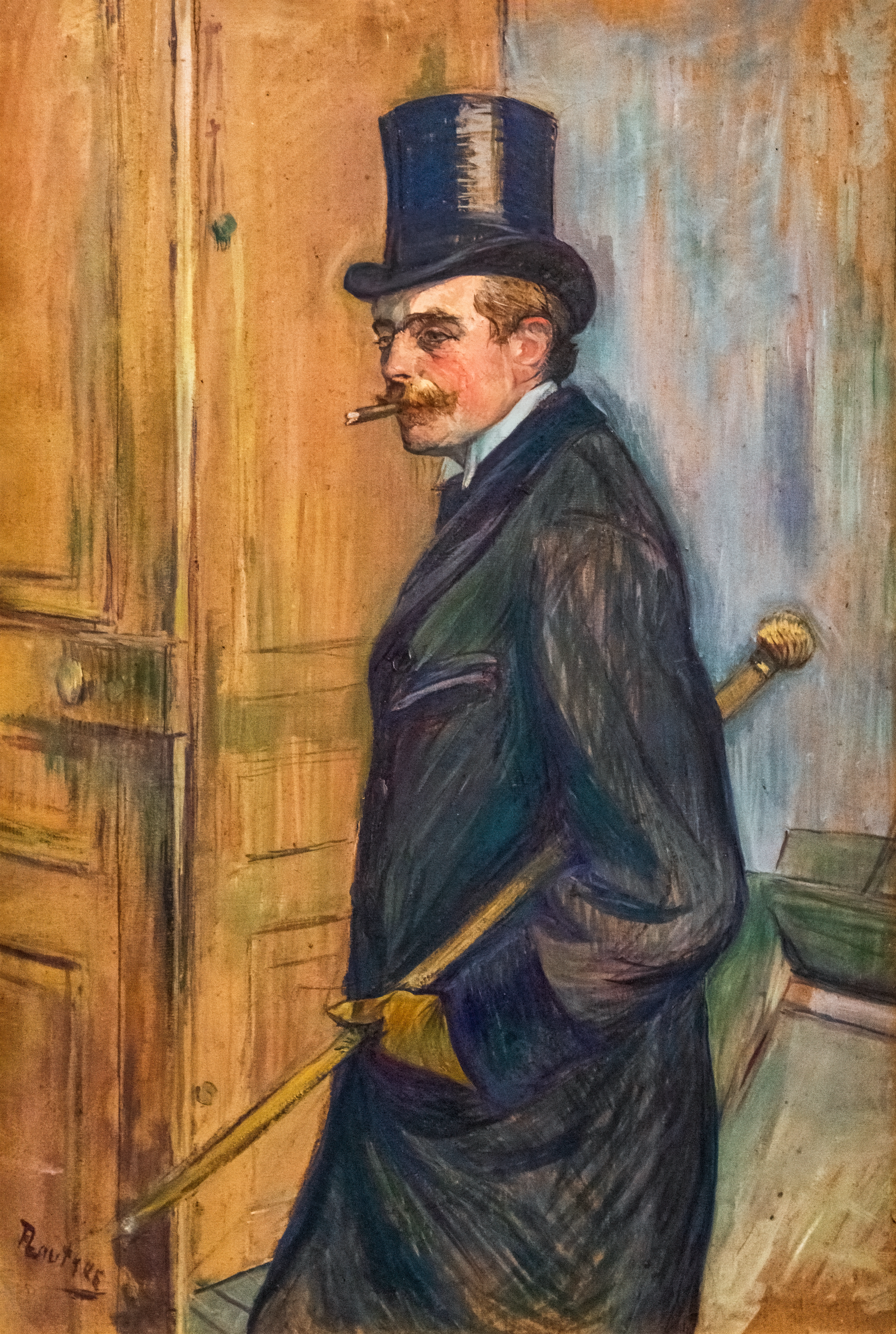
Monsieur Louis Pascal
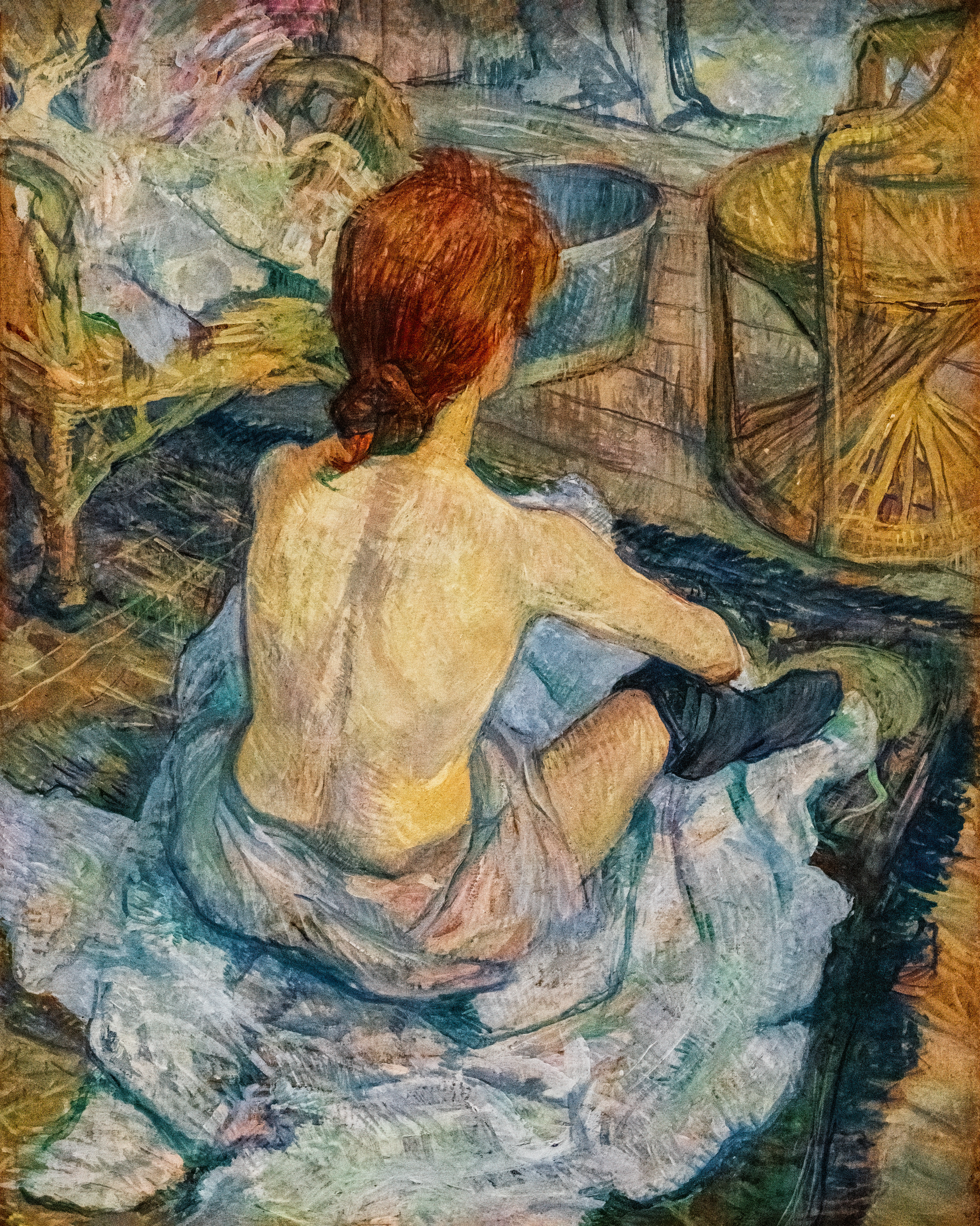
Femme à sa toilette
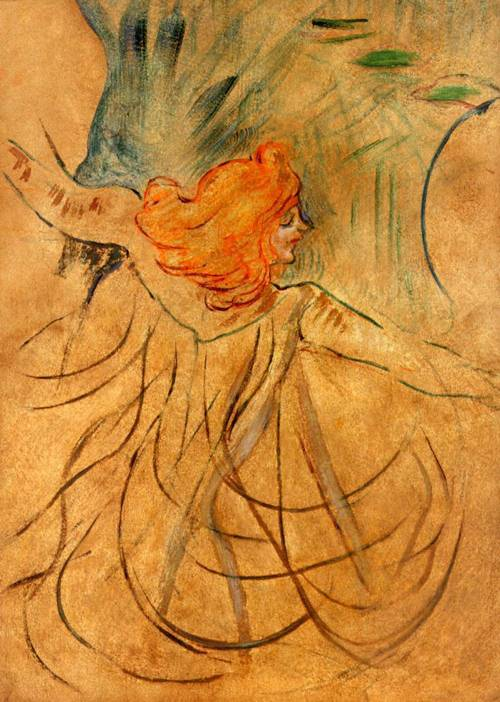
La ballarina retrat de Loie Fuller

### Cartell
Si l'art no és principalment comunicació, sinó creació, llavors els cartells, amb la seva funció prescrita de publicitat i propaganda, serien una forma secundària de l'art. Els cartells han mantingut una curiosa relació amb la pintura en els seus primers cent anys d'existència. Cal destacar que el cartell va aconseguir arribar al consumidor mitjà dels moviments artístics del segle xx. Això passa el 1870, quan el cartell acaba de néixer.
El 1866, Jules Chéret (1836-1933) va començar a produir a París cartells litogràfics en color amb la seva pròpia premsa. La litografia no era un procediment nou, llavors ja es podia imprimir fulls a raó de 10.000 per hora. El 1858, Chéret va realitzar el seu primer disseny litogràfic en color: Orphée aux Enfers. La seva veritable aportació a la història del cartell es va iniciar amb el seu retorn a París després d'una estada de set anys a Anglaterra. La raó per la qual Chéret va arribar a ocupar el primer lloc en la història del cartell va ser perquè ell pensava que els cartells no sols eren una bona manera de publicitat, sinó que també eren excel·lents murals. Els seus dissenys, a més de ser obres mestres de l'àmbit publicitari, són magnífiques obres d'art. Gràcies a l'èxit material d'aquesta exhibició pública de l'art, s'ha arribat a dir que els cartells són una galeria d'art al carrer. La gran aportació de Chéret va ser posar la seva indubtable mestria com a dibuixant al servei del llenguatge popular del seu temps. Portar l'art al poble.
Toulouse Lautrec va accentuar l'estil de Chéret, però el va utilitzar per a descriure les vides dels habitants dels carrers de París. Mentre els deixebles de Chéret, com Georges Meunier o Lucien Lefvrè, representaven els cabarets de Montmartre o escenes domèstiques a la manera de Chéret, l'aportació de Lautrec a l'evolució del cartell va ser un pas més enllà. Dramatitzar la seva pròpia existència personal i utilitzar el cartell com a mitjà per expressar-la. L'element caricaturesc, irònic i satíric, les formes senzilles i llises, la línia decorativa eren artificis que Lautrec podia emprar en un cartell. Lautrec elimina els elements tradicionals de l'obra de Chéret exagerant certs aspectes expressius, latents ja a les obres de Chéret.
Lautrec només va fer 31 cartells durant la seva curta vida de 37 anys. Constitueixen una important aportació a la historia del cartell. La contribució de Lautrec a l'art del segle xx es reflecteix indirectament en tots els dissenys de cartells, perquè va ajudar a establir el caràcter directe del cartell com a forma artística.
Nom: La Goulue (Moulin Rouge)
Autor: Henry de Tolouse Lautrec
Any: 1891
Mesures: 191 x 117 cm

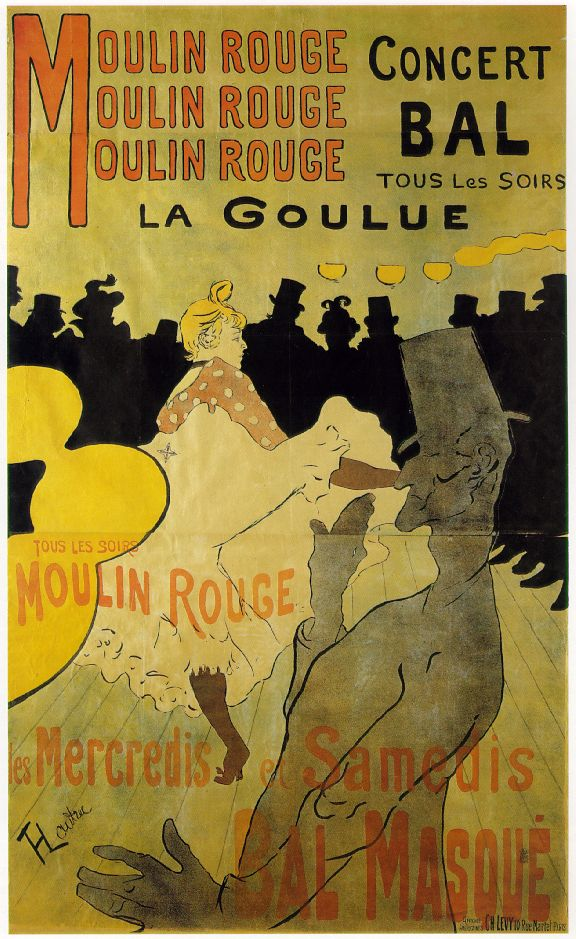
La Goulue (1891).

Material: tinta sobre paper (cartell)
Estil: Postimpressionisme
Ciutat: París
País: França.
Característiques de l'estil pictogràfic: volen pintar la concepció de la realitat, l'ésser humà canviant i la natura; el que va marcar aquest canvi va ser la ruptura de l'estil modern amb l'academicisme. Per altra part, representen el moviment de les figures humanes o geomètriques i no volen representar-ne l'estabilitat. Tenen un altre estil de pinzellada, anomenada pinzellada solta.
Característiques de l'obra: respecte als colors utilitzats, es basa en el negre i dos colors càlids, com són el groc i el vermell; tots els personatges de l'obra estan representats amb color negre excepte dos: un que està representat amb color gris i la Goulue, que està representada a color; tot i això seguint la norma dels dos colors càlids (groc i vermell).
Com a distribució, s'observa representada al centre la Goulue, una de les ballarines més importants de l'època. Tota ella està a color, ja que aquest cartell patrocina un dels seus espectacles. També apareix representat un home, que es creu que és un dels clients més freqüents del local.
Pel que fa a les lletres, estan en un to vermellós i sense realçar el contorn (aquest fet suposà una queixa cap a l'artista). La lletra M és la mateixa per a totes i està situada verticalment; al seu costat, apareix el nom del local on es representa aquest espectacle, en aquest cas el Moulin Rouge, i és una repetició de 3 en escala molt petita. Aquesta tècnica de repetició té l'objectiu de captar l'atenció.

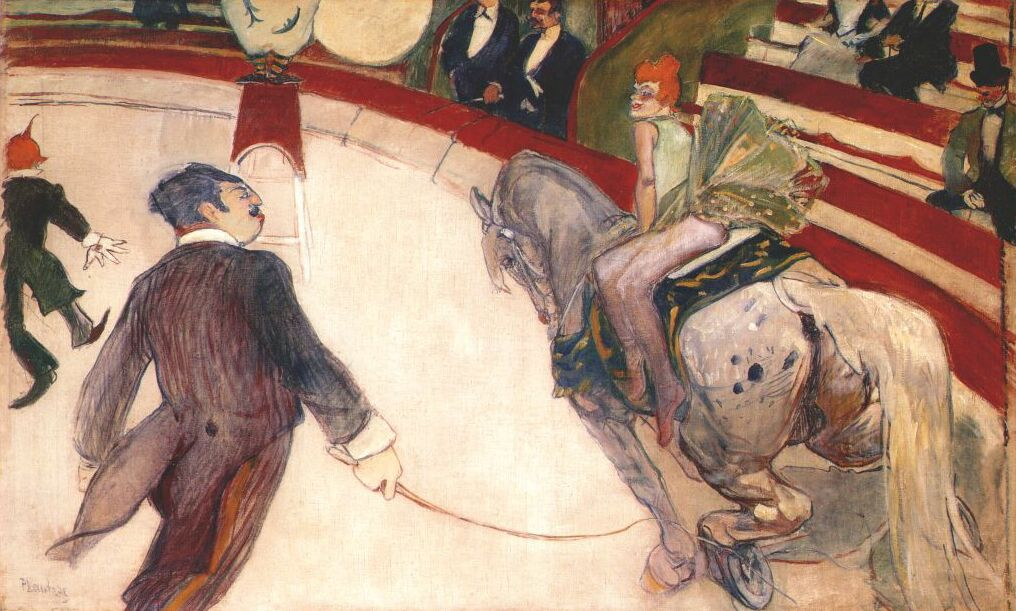
L'amazona al circ Fernando (1888).

L'amazona al circ Fernando (Do. P 312), 1888 (98 x 161 cm.).
The Art institute of Chicago
Toulouse-Lautrec, en aquesta obra, va agafar el moment en què el cavall blanc saltava a través d'un cèrcol cobert de paper mentre un pallasso el mantenia agafat. El que l'ha fet tant especial és la ruptura dels plans pictòrics tradicionals; això era una gran innovació de l'impressionisme.
Com es pot apreciar, el mestre de cerimònia és Monsieur Loyal i la model que està sobre el cavall és la seva amant, Suzanne Valadon.
El que va pretendre representar Toulouse-Lautrec és el moviment, però també hi destaca l'interès per la línia i el dibuix. El cartell estava penjat al Moulin Rouge el dia de la seva inauguració.

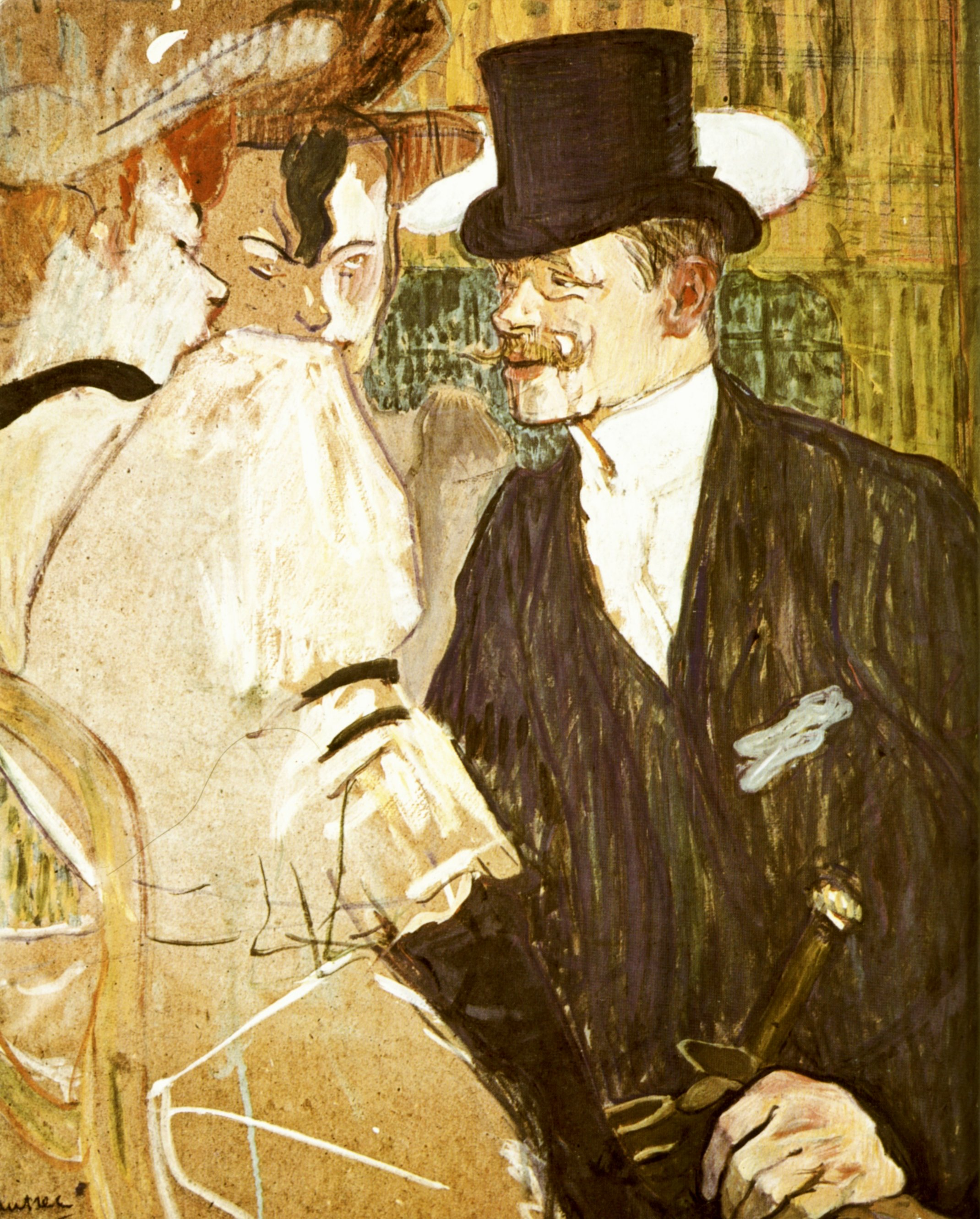
L'anglès al Moulin Rouge (1892).

L'anglès al Moulin Rouge, 1892 (86 x 66). 
The Metropolitan Museum, Nova York.
Lautrec va dibuixar aquest cartell perquè estava molt interessat a representar obres sobre la seva vida nocturna i les situacions amb què es trobava.
Al cartell, trobem representades tres persones; en destaca una, en aquest cas Wiliam Tom Warremer, un actor i empresari anglès d'uns 32 anys, que està flirtejant amb una jove prostituta de luxe que se solien trobar al Moulin Rouge i, de fons, una persona no gaire definida visualment.
Cal destacar la manera en què Lautrec deixa parts del cartró sense pintar, com en aquest cas, la imatge de la noia jove de l'esquerra i la persona que hi ha al fons i destaca, donant-li més color, el protagonista del cartell.
Ambassadeurs, 1892 (255 x 120). 
Musée d'Albi.

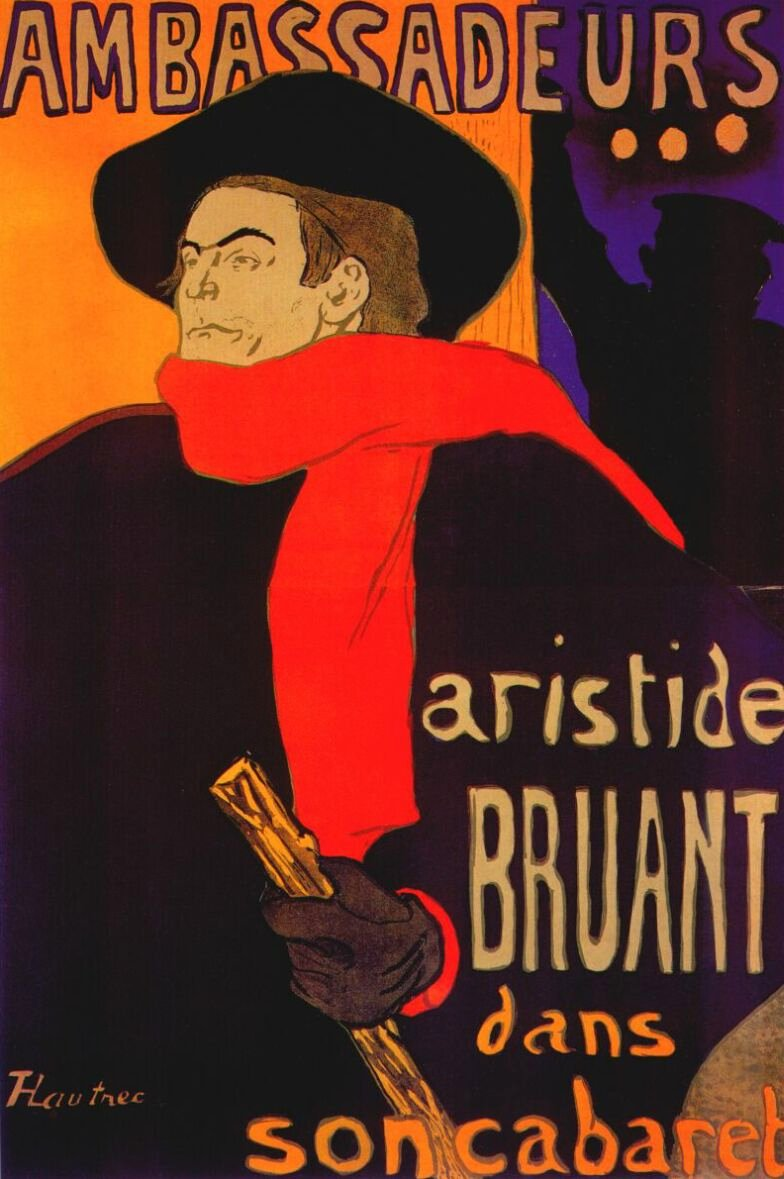
Ambassadeurs (1892).

El cartell va ser dissenyat per anunciar un esdeveniment en què actuava el cantant Aristide Bruant al club nocturn d'Ambassadeurs a París. S'hi pot observar la imatge del cantant que ocupa tot l'espai per destacar-lo, la combinació de colors foscos per representar-lo i colors vistosos que fa servir Lautrec per destacar les lletres.

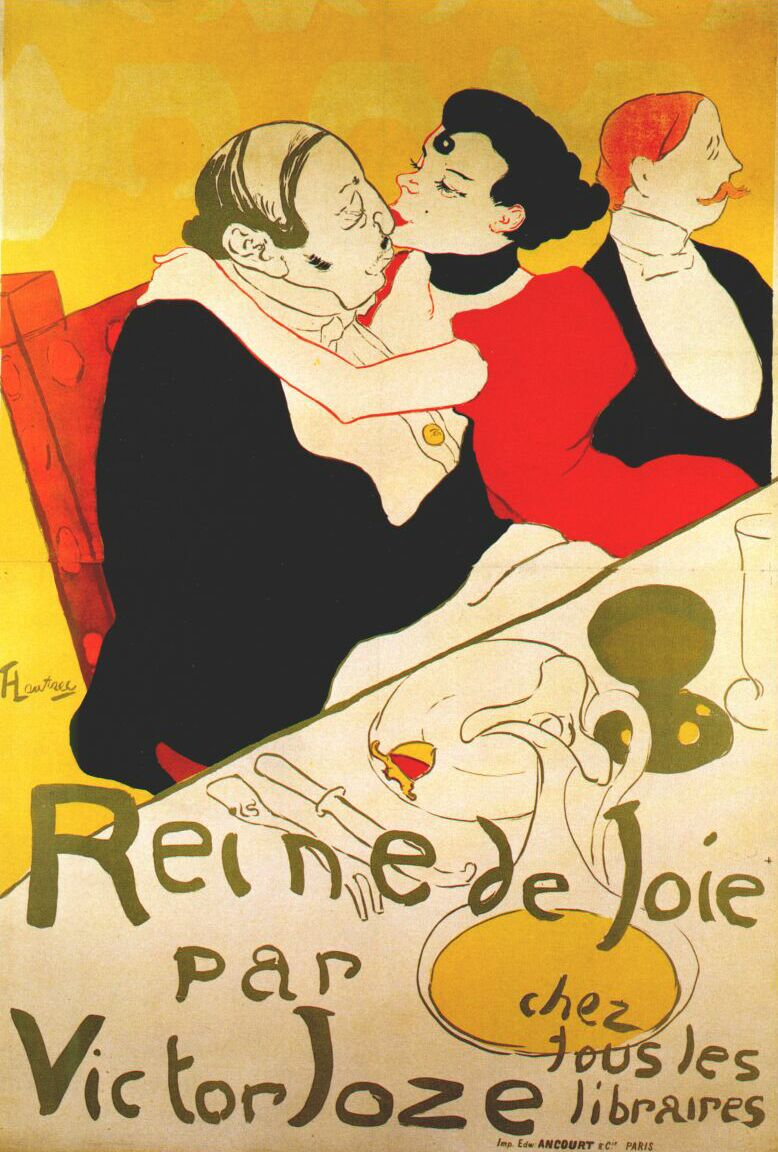
Reine de joie (1892).

Reine de joie, 1892 (149.5 x 99 cm.)
Aquest cartell era el títol d'una novel·la de l'escriptor Victor Dobrski. Es pot veure com la protagonista de la novel·la fa un petó al financer Olizac, que representa l'estereotip d'un jueu.
El que fa Toulouse-Lautrec és recórrer a la composició de dividir la superfície en dos meitats. A més a més, també utilitza la juxtaposició de colors primaris, la importància del dibuix i la línia són inspiració de l'estampa japonesa.

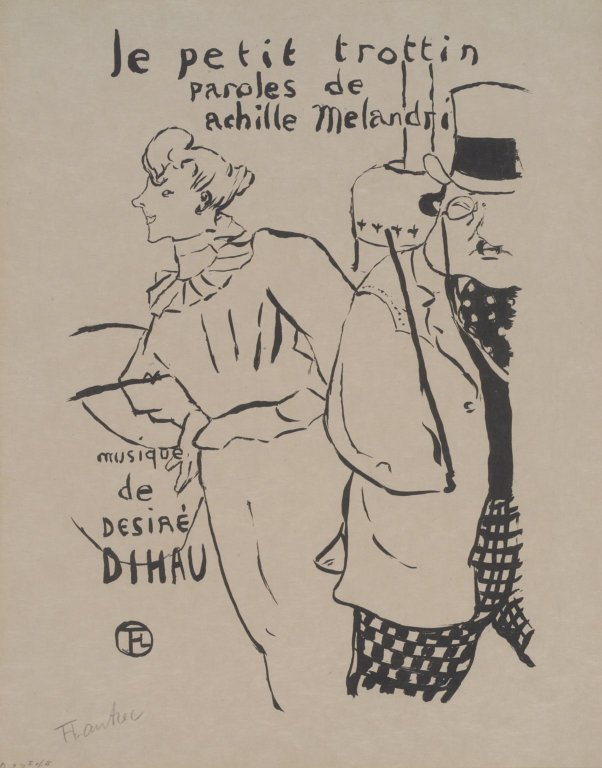
Le petit Trottin (1893).

Le petit Trottin, 1893 (278x189 cm) 
Le petit Trottin va ser una obra creada l'any 1893; el motiu pel qual es va fer fou per fer propaganda i donar a conèixer Desiré Dihau i Achille Melandri, diferents locals nocturns.
Respecte al color, es tracta de tinta plana amb un cert grau de color pastel per a destacar els elements i les persones protagonistes. Paral·lelament a això, la línia és tancada i molt definida, ressegueix el contorn dels personatges; amb una línia més gruixuda per a allò que vol destacar i una de més fluixa intensitat per allò que no s'ha de veure tant.
Le Coiffeur, 1893 (36x27cm). 
Col·lecció privada.

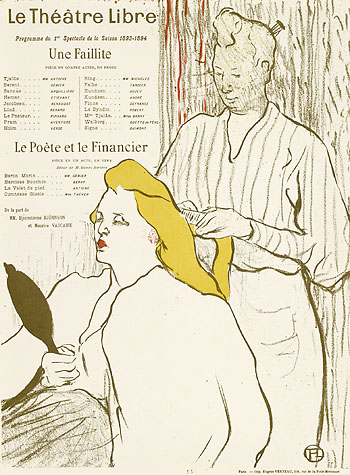
Le Coiffeur (1893).

 Aquest cartell es va crear per encàrrec, per patrocinar una obra de teatre.
Destacant la protagonista amb el cabell groc per centrar-hi els ulls de l'espectador, aquesta escena es desenvolupa en una sala de maquillatge.

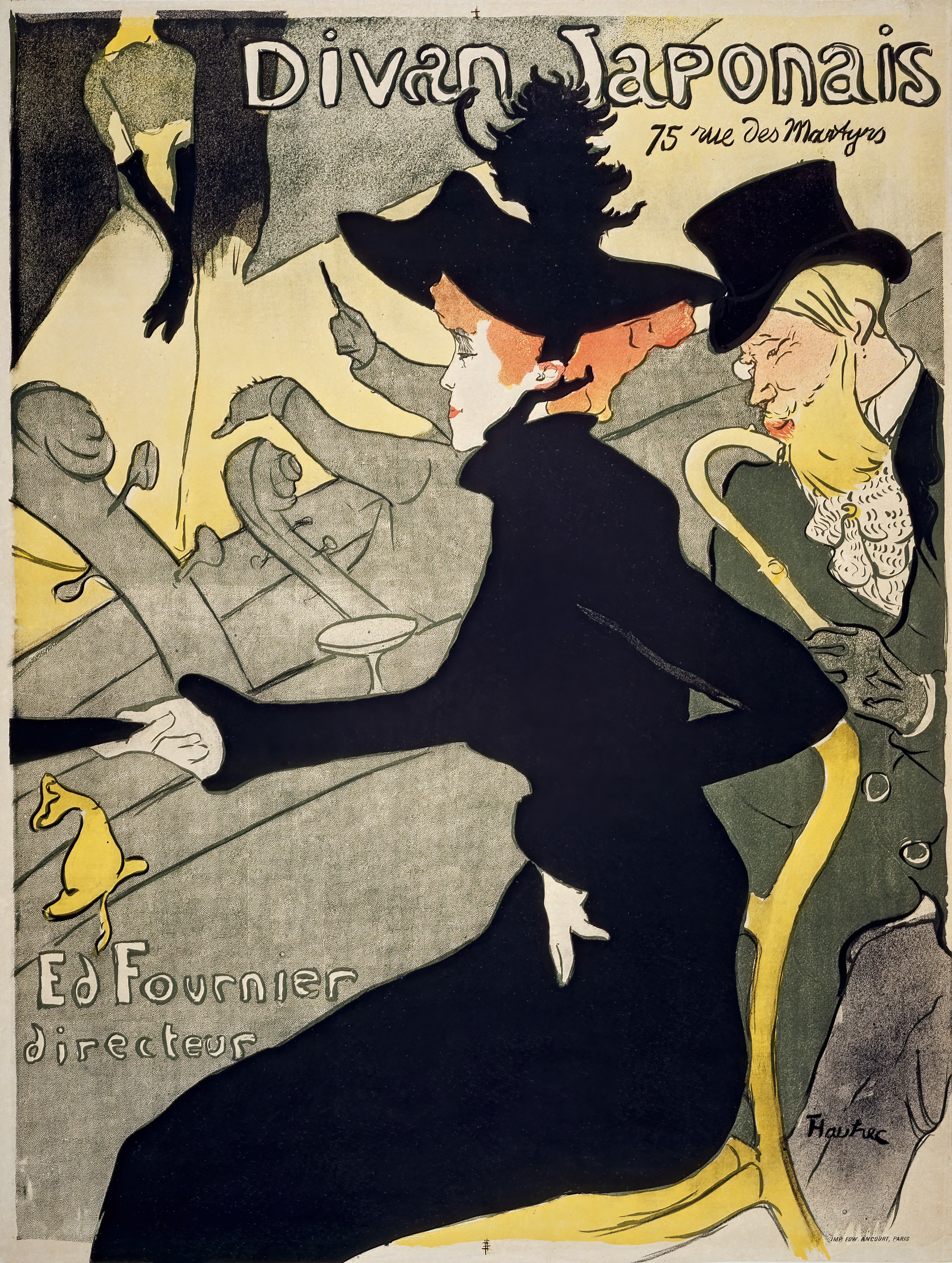
Divan japonès (1892-93).

En aquest, l'element que aporta la profunditat són les cortines del fons, ja que fa sensació de verticalitat.
Divan japonais, 1892-93 (80,8 x 60,8 cm).
El cartell Divan Japonais és un dels molts cartells que fan referència als cafès concerts de la darreria del segle xixr, freqüentats per Toulouse-Lautrec.
El que representa el cartell és mostrar com són les nits a Montmartre. Aquí podem observar com la Jane Avril és una espectadora i no una representant de la funció i que està asseguda al darrere amb Édouard Dujardin, que era un home escriptor que anava molt habitualment als clubs de nit. A la cantonada de dalt a l'esquerra, podem observar l'escenari amb el cos de Guilbert, que es reconeix perquè porta un guants llargs negres que n'eren característics.
Carnot malade, 1893 (236x177 cm). 
Museu d'Albi.
Aquest cartell és un cas molt peculiar que Tolouse reflectirà pocs cops més. En aquest, va voler representar un esdeveniment polític que afectarà la vida de la població francesa de l'època. Carnot era el president de la República francesa i va caure malalt; Tolouse, en conseqüència, va crear aquest cartell per anunciar-ho a la població francesa.
Es pot apreciar la profunditat del cartell amb la bandera i els coixins del llit que tapen part del cos del president. Respecte al color, hi destaquen el blanc, blau i roig de la bandera francesa i el color verdós per a representar la malaltia del president. La línia de l'obra és una línia contundent i forta que vol transmetre serenitat.
Caudieux, 1893 (114 x 88). 
Museu d'Albi

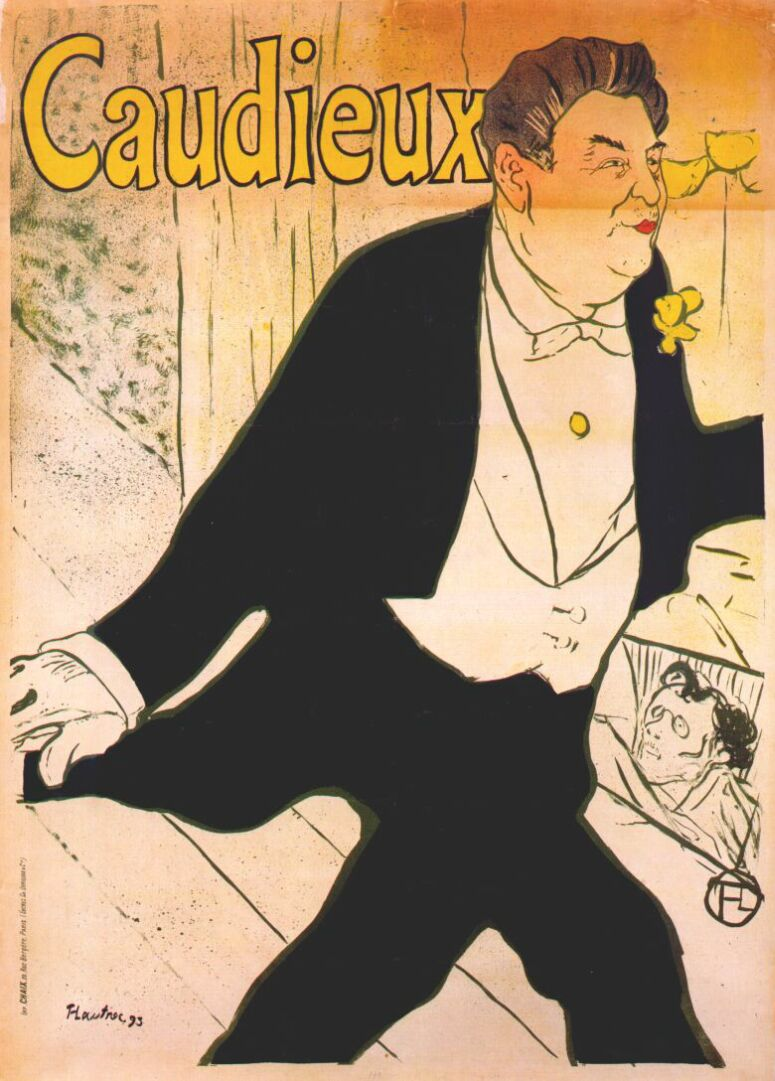
Caudieux (1893).

Es tracta d'un cartell publicitari per a promocionar l'actuació de Caudieux, un dels cantants més famosos de les nits de París, al Petit Casino.
S'hi pot observar la imatge del cantant en primer pla, destacat amb colors foscos i ombres, probablement en un dels seus concerts, ja que fa un gest enèrgic com solia fer.
Cal destacar-hi els efectes de moviment que hi va afegir Lautrec al dibuix en un color blanc, però el que més fa destacar en aquest cas és el rostre del personatge.
Au pied de l'echafaud, 1893 (73 x 59). 
Col·lecció privada

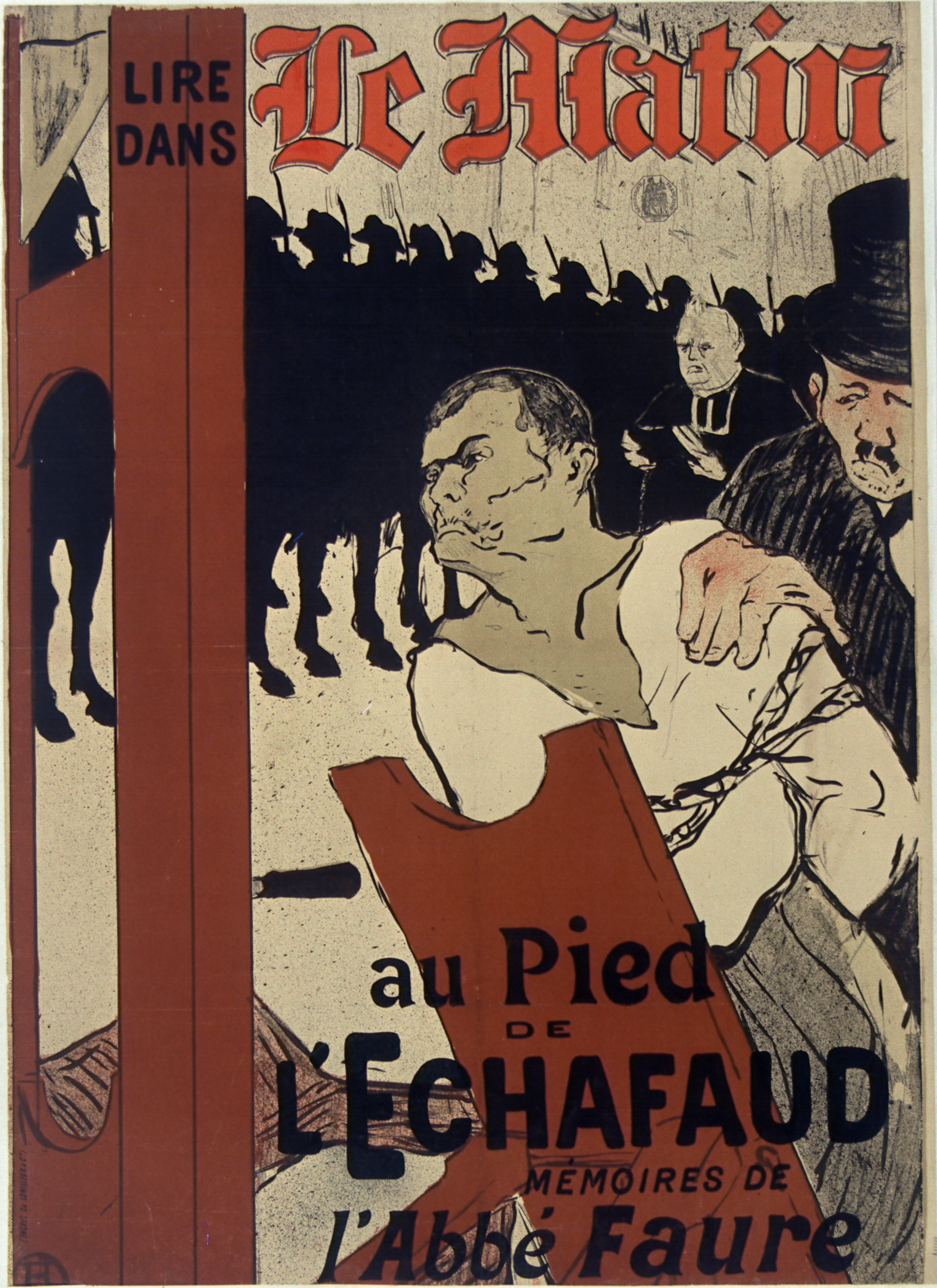
Au pied de l'echafaud (1893).

Aquest cartell anuncia la publicació de les memòries del sacerdot abbé Faure al diari francès Le Matin.
S'hi poden veure representats una fila de soldats a cavall i un presoner que és portat a la guillotina acompanyat pel sacerdot amb una bíblia i un home amb barret de copa.
La imatge representa una de les trenta-vuit execucions a les quals va assistir el sacerdot.
S'hi poden destacar les tres imatges principals que són el presoner, el sacerdot en un segon pla i l'home amb el barret de copa perquè estan representats amb colors més vistosos i, en un pla més llunyà, trobem els soldats sobre els cavalls en colors foscos i, per acabar, cal destacar la guillotina que, en aquest cas, està en un color vermell igual que les lletres del nom del diari on són publicades les memòries del sacerdot.
La modista, 1893 (17 x 10,8). 
Museu del Louvre, París.
En aquest cartell, trobem representada una noia jove, la model Croquesi-Margouin, que està col·locant barrets que tenen la mateixa forma que el seu cabell ros-vermellenc; la podem observar en una habitació amb una finestra i unes prestatgeries al fons.

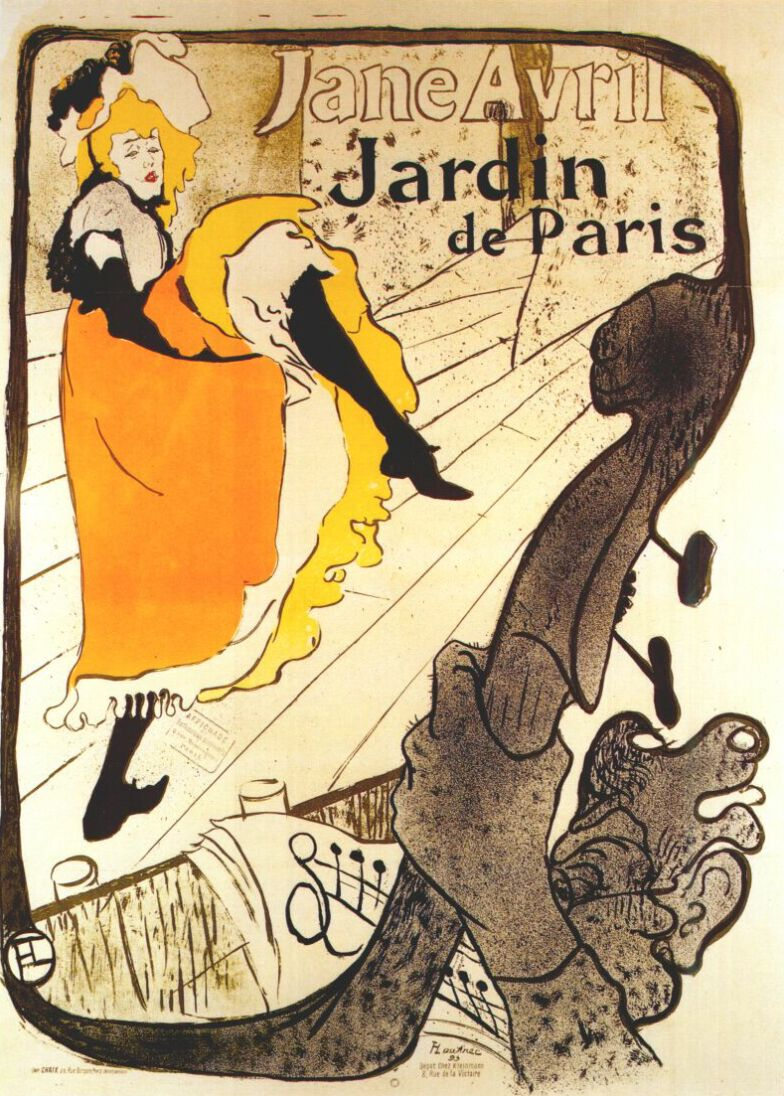
Jane Avril als Jardins de París (1893).

En aquest cas, destaquem la semblança de la forma dels barrets que té la noia a les mans amb la dels seus cabells.
Jane Avril dans les Jardins de Paris, 1893 (128,3 x 94 cm).
Aquest cartell està inspirat en una de les ballarines més populars de París. La ballarina apareix sobre l'escenari i en primer pla trobem el coll d'un violoncel i la mà del músic.
En aquest cartell, es pot veure certs aires modernistes, perquè com bé es pot veure, en posar les lletres a la part alta, després amb el terra pot crear una sensació de profunditat i, per tant, la gent que observa el cartell es fixa molt més en la ballarina.

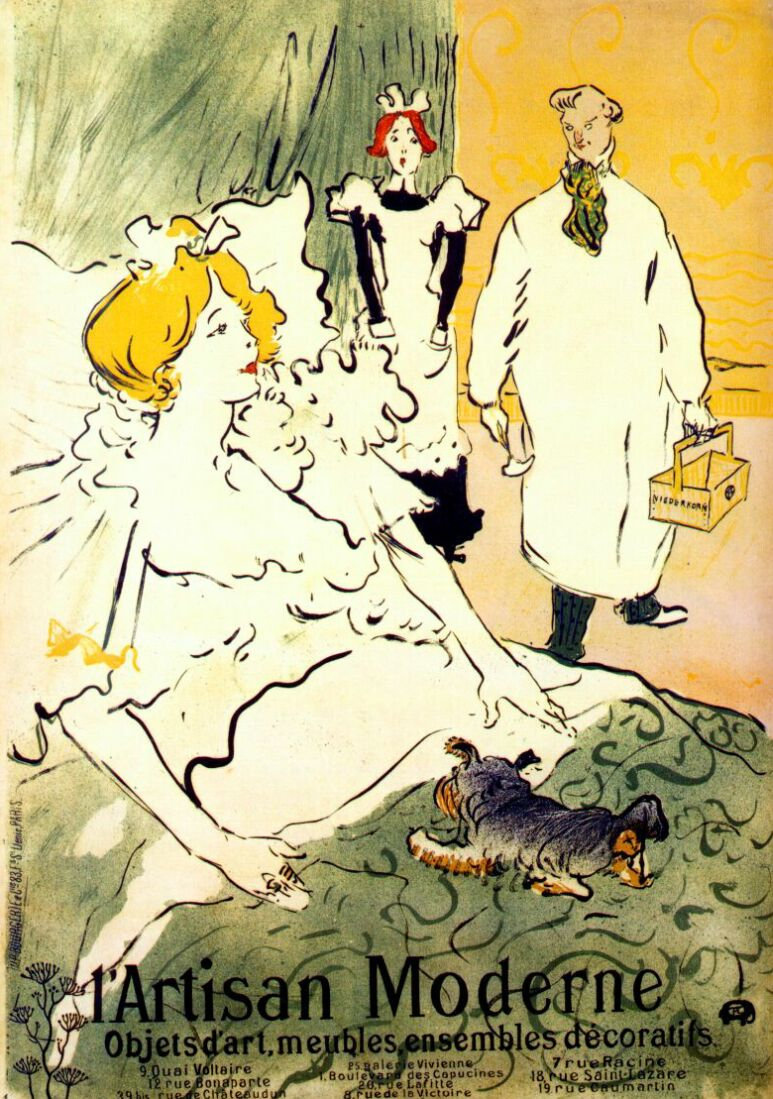
L'Artisan Moderne (1894).

L'Artisan Moderne, 1894 (898 x 634 cm).
Tolouse va rebre un encàrrec d'una botiga de mobles moderns de l'època i va fer un cartell en honor del seu nom.
Està representat per una noia que, a primera vista, sembla que pertany a la classe alta. Amb això es vol dir que aquest estil de mobles només se’ls podien permetre els d'aquesta classe.
La perspectiva ens l'aporta la cortina de fons, ja que està fugada. Els colors que hi destaquen són el groc i el verd, que aporten calidesa i naturalitat al moment.

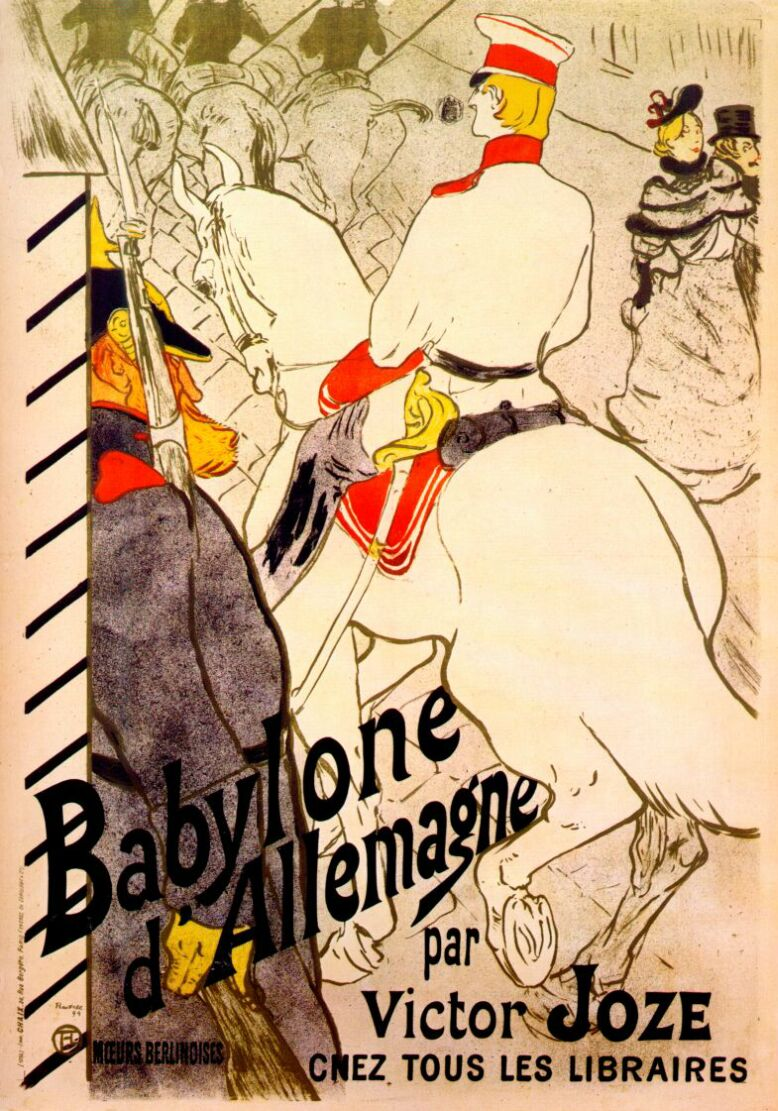
Babylone d'allemagne (1894)

Babylone d'Allemagne, 1894 (150 x 97 cm).
Aquest cartell va ser dissenyat per patrocinar la segona novel·la de Victor Dobrski.
El que es veu al cartell és l'entrada de Babylone a cavall, observat per un guarda i una parella de vianants que resulta atractiva als espectadors.
El que ha aconseguit és crear una sensació de moviment i la perfecta representació de les expressions, que són: el domini de l'home, l'admiració de la dona i el respecte de la gent. Els colors són plans i uniformes, i recorden la pintura japonesa.
Confetti, 1894 (57 x 39 cm)

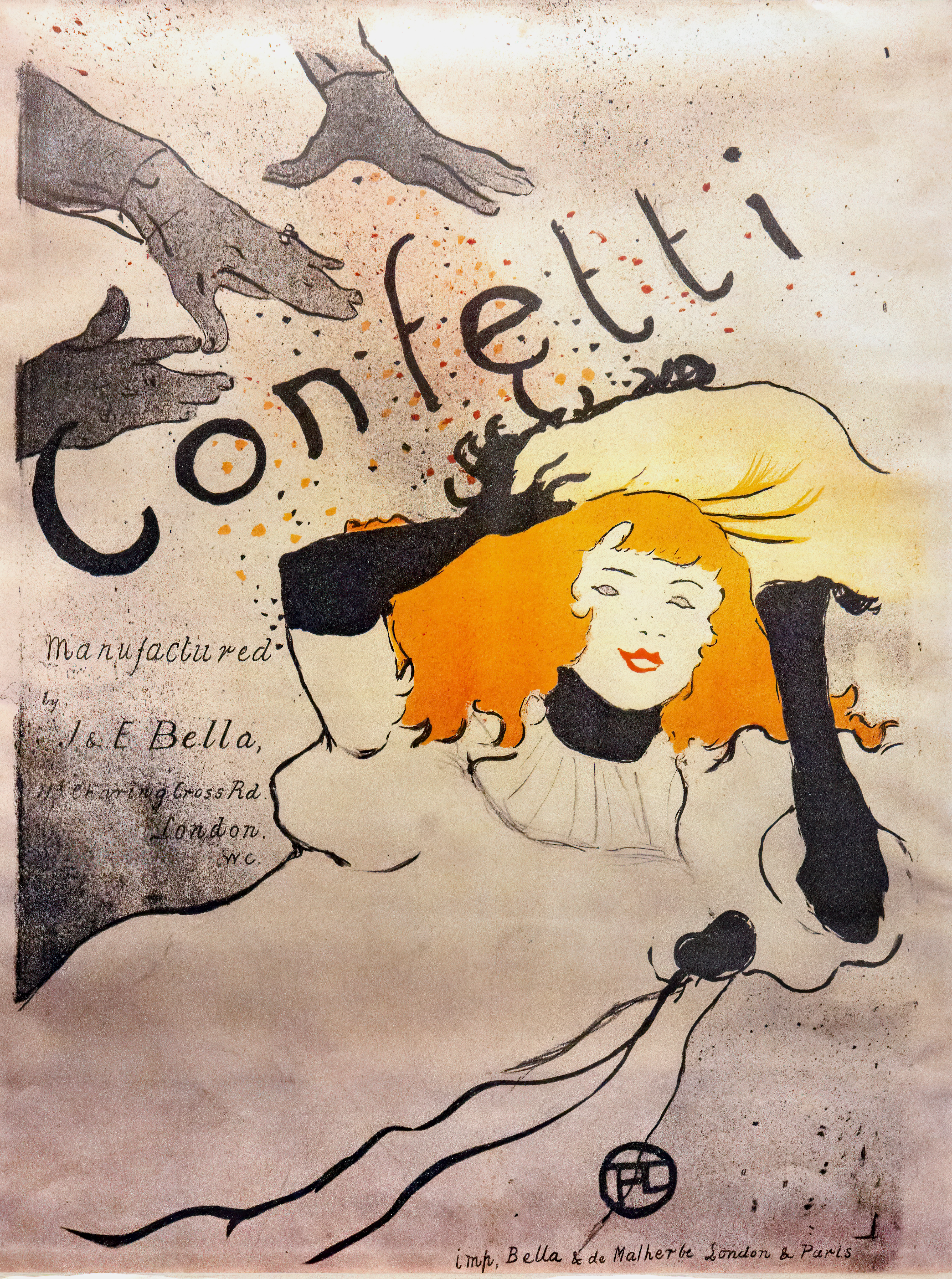
Confetti (1894)

És d'estil neoimpressionista. Aquest cartell va ser encarregat per la fàbrica de caramels britànica J. E. Bella. Va ser encarregat per fer publicitat dels seus productes.
La noia que es pot veure al cartell és Jeanne Grenier. El resultat d'aquest cartell és una de les seves obres més innovadores perquè combina la importància de la línia i el color, creant un cert aspecte vaporós per la tinta espolvorada que té.
May Belfort, 1895 (80 x 62 cm)

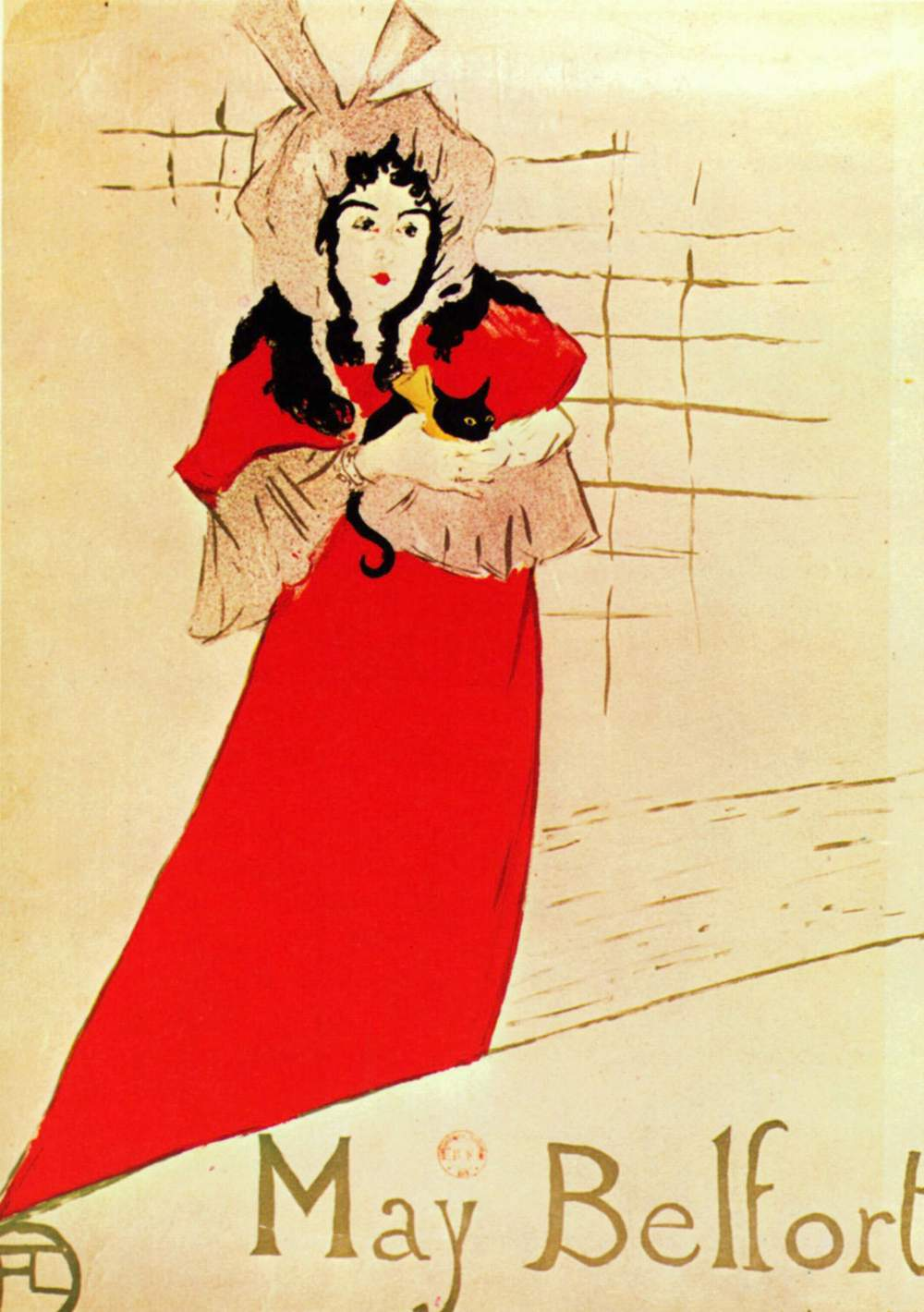
May Belfort (1895)

El vertader nom de la cantant que surt interpretada al cartell era maig Egan. Aquest cartell, Toulouse-Lautrec va fer-lo amb motiu de la seva actuació al local Petit Casino.
La relació que tenien tots dos era molt bona i molt estreta, tot i que maig no era massa popular entre els seus amics perquè tenia una personalitat estranya. A més a més, la cantant era lesbiana i va tenir relacions amb Jane Avril i Mai Milton, ambdues amigues de Toulouse-Lautrec.
En aquest cartell, es pot observar com porta una túnica que en ella era típica, simbolitzava una nena petita perquè tenia una veu suau i a més a més interpretava cançons infantils amb lletres que tenien doble sentit. També es veu com porta un gat negre agafat, que és un animal que l'acompanyava a tot arreu on anava, incloses les actuacions.
La figura de la cantant és molt plana i es pot observar molt bé el caràcter japonès dels seus cartells.
May Milton, 1895 (78,5 x 59,7 cm).

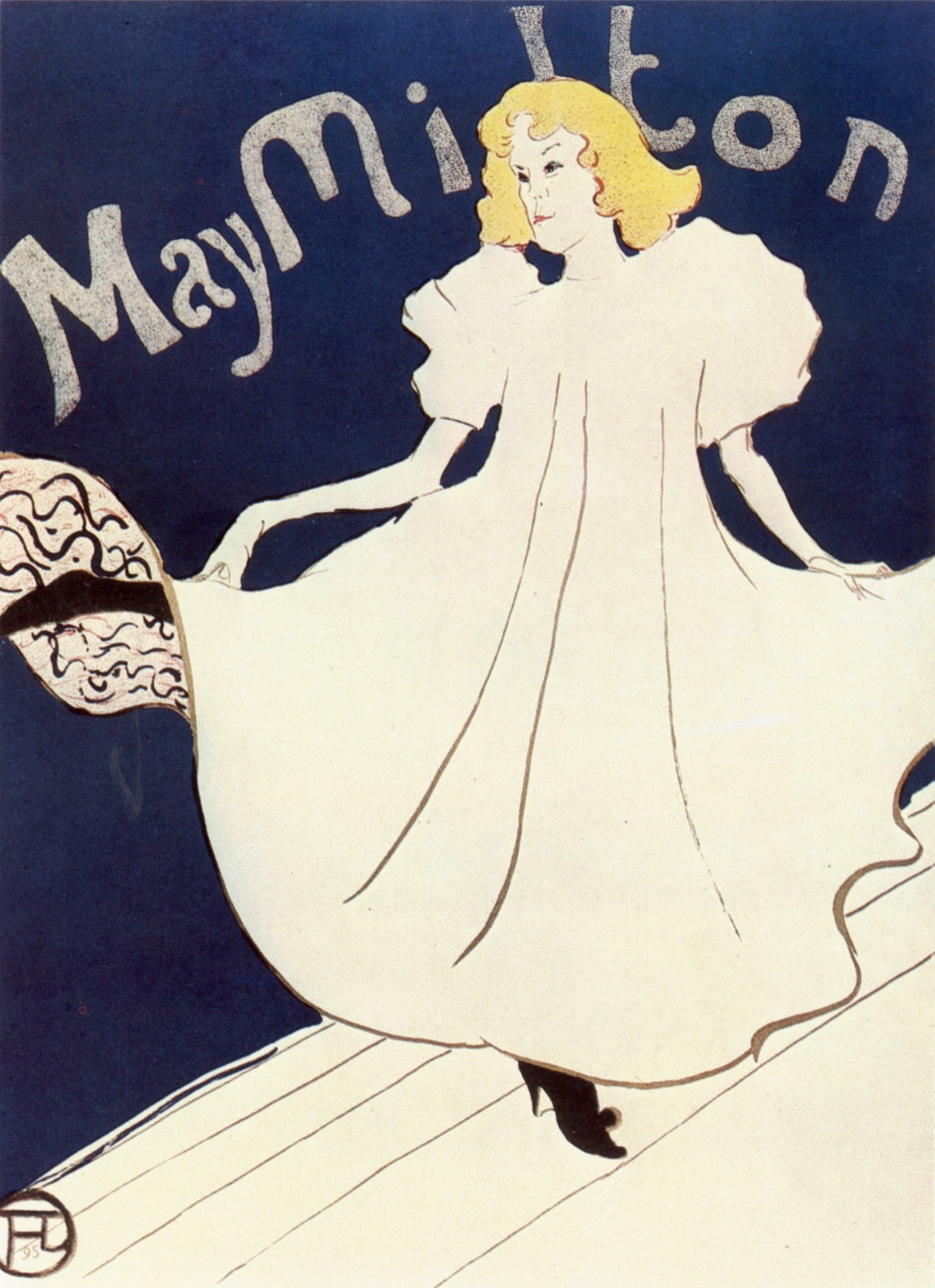
May Milton (1895).

May Milton va encarregar a Toulouse-Lautrec que fes el cartell perquè ella volia retornar als Estats Units a actuar. maig era ballarina i cantant i va arribar a París gràcies al ballet. La relació de maig i Jane Avril va ser sempre molt estreta. El cartell és una excel·lent mostra de l'avanç de Toulouse-Lautrec, perquè es veu com enllaça el modernisme i afegeix grafies al conjunt de manera encertada, mentre també es veu el dinamisme de colors separats per una línia diagonal. La seguretat de la línia torna a destacar davant la plenitud de tonalitats i colors de cartells.
Floréal, 1895 (41,9 × 32,1 cm).
Aquest cartell de Toulouse-Lautrec és protagonitzat per Jean Richepin I Désiré Dihau, va servir per a patrocinar una actuació que feien a París.
Es pot veure com l'home agafa la dona amb el braç que té a la seva cintura i que s'estan mirant mútuament i, a més a més, es pot veure una bicicleta que està al fons a l'esquerra.
El que podem observar en aquest cartell és que, a diferència dels altres, és en blanc i negre i, per tant, el que és més important és la línia i el volum.

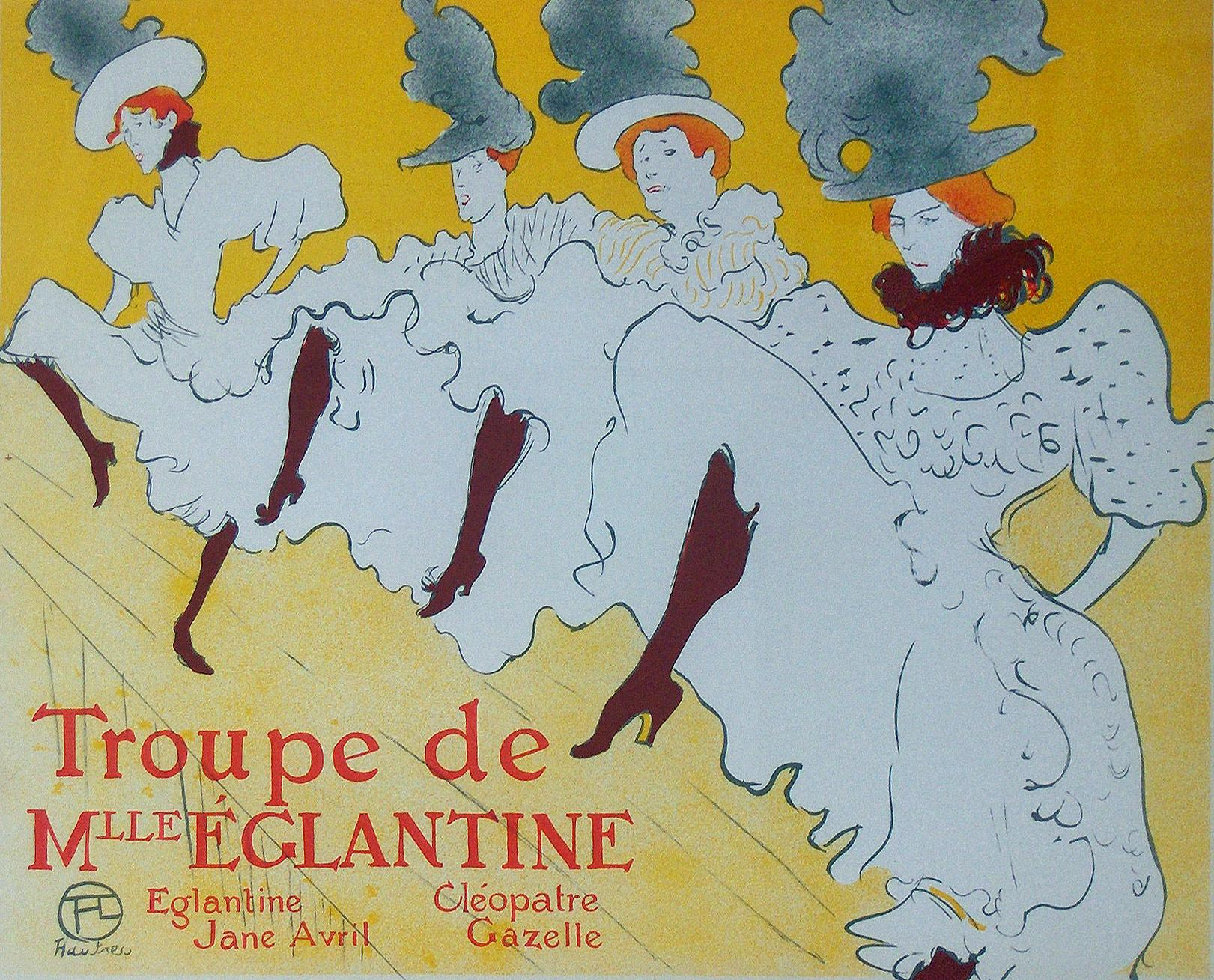
Troupe de Mlle Églantine (1896).

Troupe de Mlle Églantine, 1896 (61,5 x 77,5 cm).
Aquest cartell va ser encarregat expressament per a la funció que es va fer a Londres.
Va utilitzar una foto de les ballarines de fons, on es destaca la línia perquè és un tipus de línia corba que es posa en relació amb el modernisme.
Aquest cartell va ser un èxit a Londres per la seva composició i pels colors cridaners i plans.

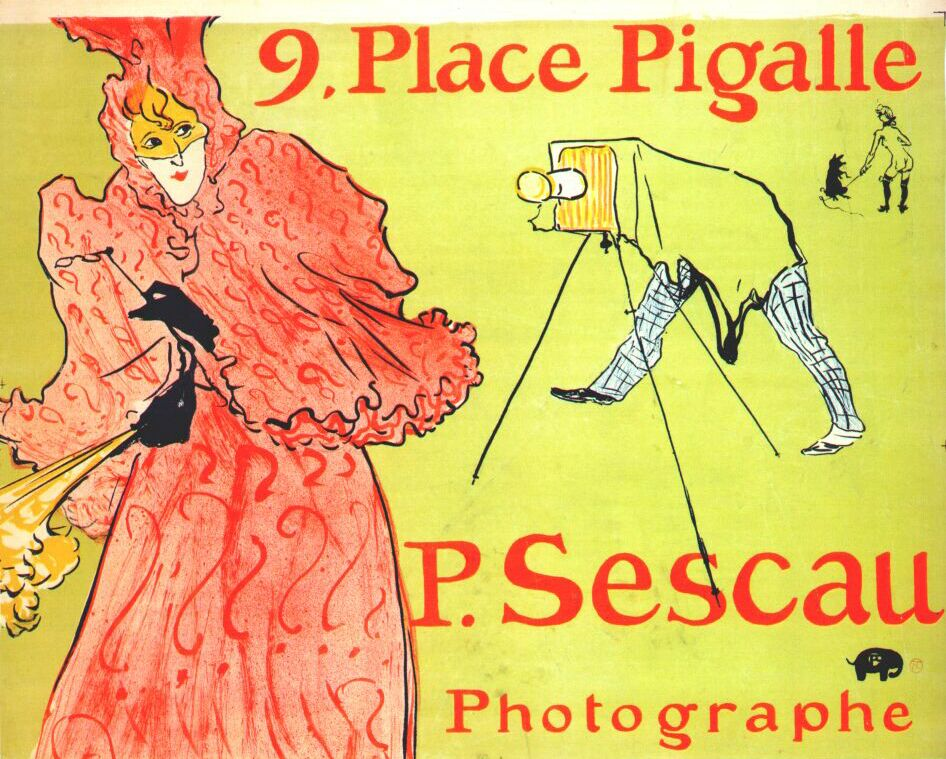
Paul Sescau Photographe (1896).

Paul Sescau Photographe, 1896 (61 x 80 cm).
Aquest cartell va ser un regal de Toulouse-Lautrec a Paul Sescau perquè pogués fer la publicitat del seu estudi, que estava situat al número 9 de la Place Pigalle.
En primer pla, podem veure com una jove posa mentre que el fotògraf s'amaga sota la tela de la màquina, i apareixe al fons una dona despullada amb mitges negres acompanyada d'un gos.
La plenitud de les tonalitats, el dinamisme de la composició i la línia ocupant el paper de manera determinada era el que feia característic Henri.

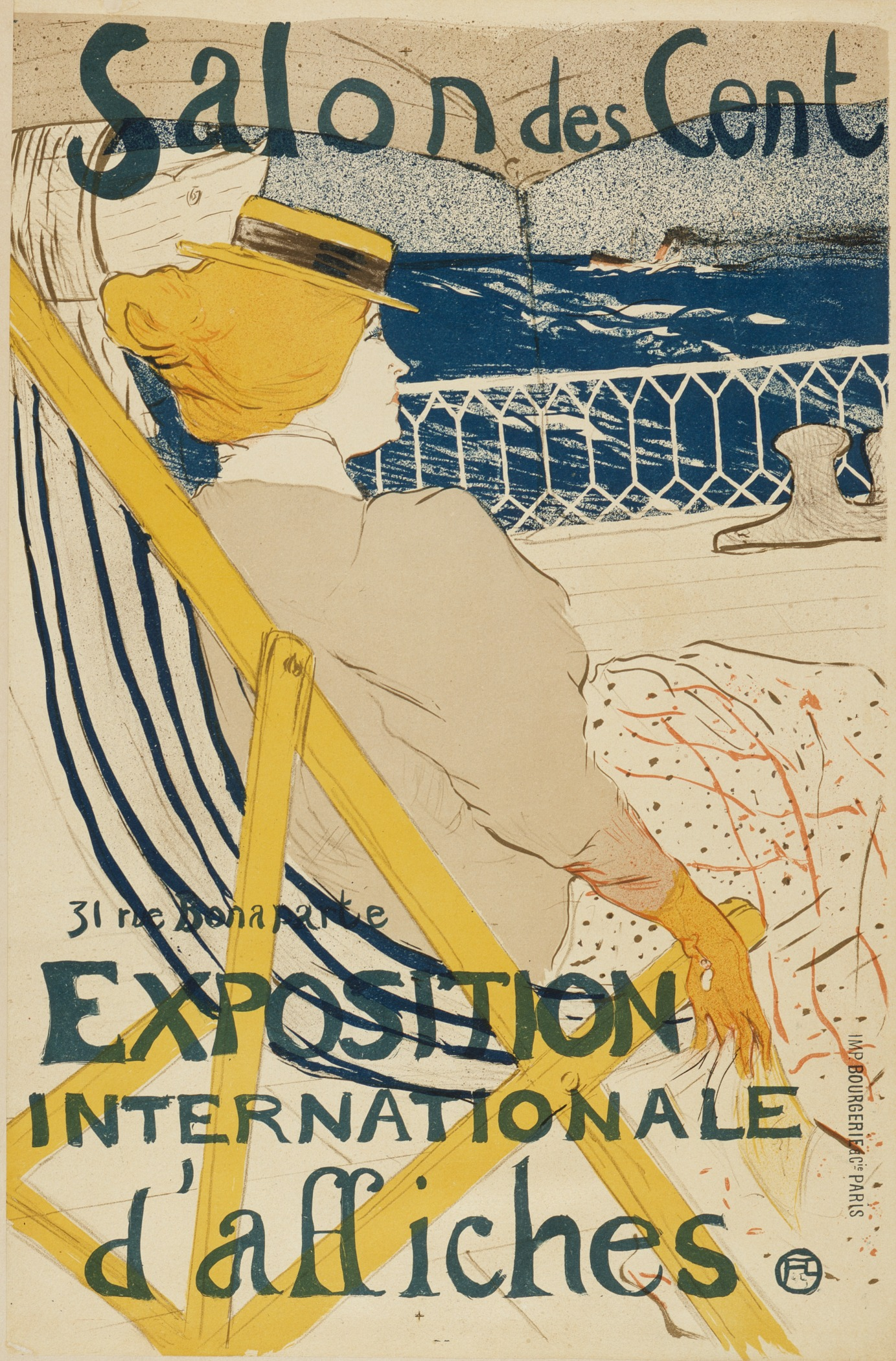
La passagère du 54 (1896).

La passagère du 54, 1896 (30,1 x 58,4
cm).
L'estiu de 1895, Lautrec es va embarcar en un viatge que anava de Le Havre cap a Bordeaux amb la senyoreta Maurice Guilbert, al vaixell anomenat Le Chili. Durant el viatge, Henri va descobrir una jove a la cabina núm. 54, que estava ajuntada amb un colonial oficial de Senegal.
Estava fascinat per la seva bellesa i va decidir quedar-se al vaixell quan aquest va arribar a Bordeus. No va ser fins a arribar a Lisboa quan el seu amic va aconseguir que Henri tornés al vaixell. Seguidament, el van portar a Madrid i Toledo, a un balneari i el viatge va acabar a la fi de l'estiu a prop de Bordeus.
Lautrec va crear aquesta gran impressió a partir d'una fotografia que va fer a la dona que estava dalt del vaixell. La versió posterior de la impressió va ser encarregada per la revista La Plume i va ser utilitzada per a l'anunci d'una exposició internacional.
La Vache enrageé, 1896 (790 x 577).

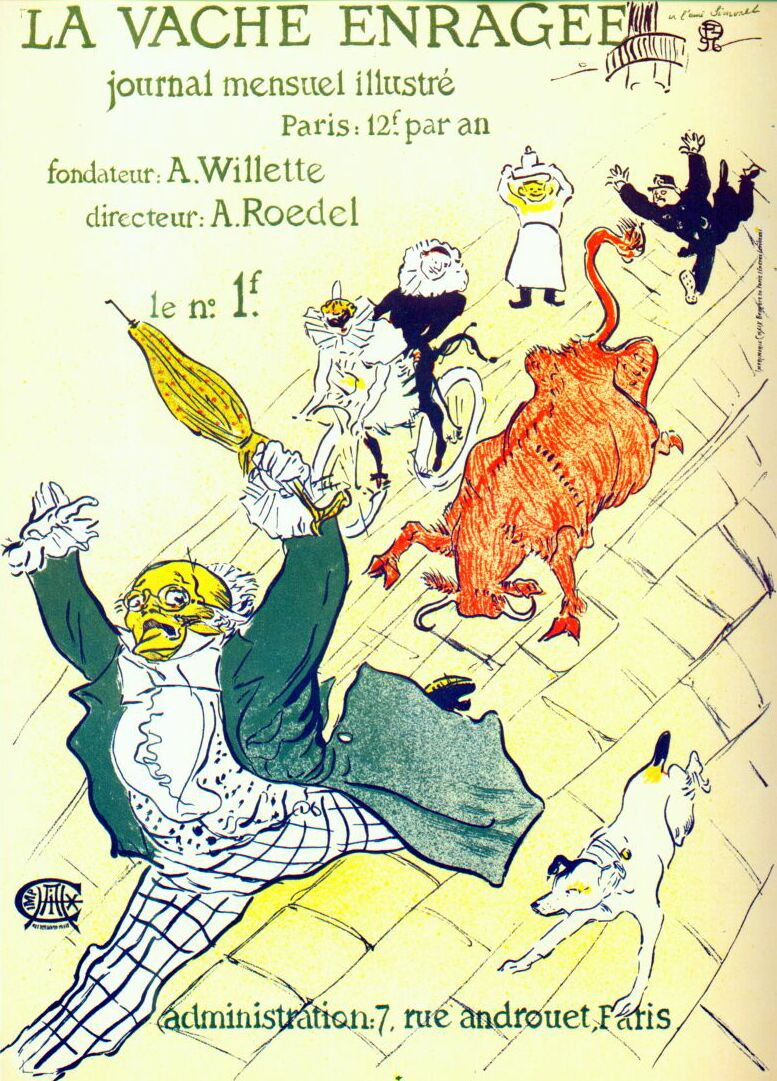
La Vache enrageé (1896).

Aquest cartell serviria per a la publicitat de la revista “La Vache Enragée”, el primer número de la qual va sortir publicat l'11 de març del 1986. L'assumpte escollit per Toulouse Lautrec per al cartell té relació amb el títol de la publicació, en escollir una vaca rabiosa corrent rere un home atemorit, perseguits a la vegada per un gendarme. Feia al·lusió a les penes que passaven els artistes de l'època. L'expressió “Manger de la vache enragée” es refereix a “morir-se de gana”. La sensació de moviment que produeix el cartell està relacionada amb el dinamisme del mateix cartell. La fermesa de la línia ocupa el lloc destacat de la composició mentre els colors estan aplicats amb tintes planes. Segueix l'estampa japonesa i anticipa cartells modernistes.
Elles, 1896 (575 x 465).

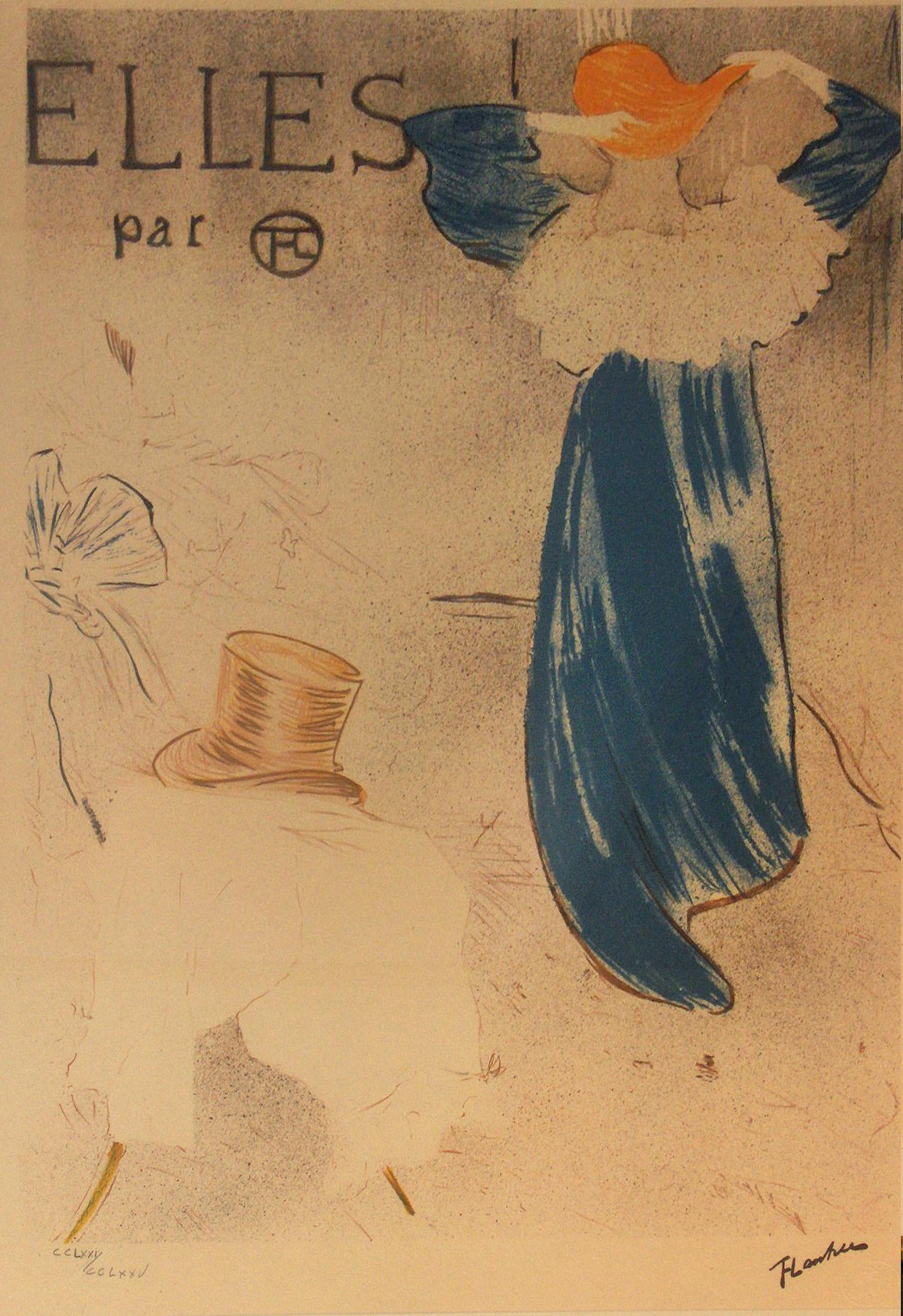
Elles (1896).

La dona serà per a Lautrec un dels motius més significatius per a fer-li aflorar la inspiració. El cartell és protagonitzat per una dona pèl-roja, les dones pèl-roges, de nas arromangat i pell blanca eren les favorites de l'artista. La dona està d'esquena, tocant-se els cabells mentre que, en un primer pla, contemplem un barret de cop, que indica la companyia masculina que no és visiblement apreciable, oculta possiblement entre els llençols de l'esquerra.
Débauche, 1896 (242 x 320).

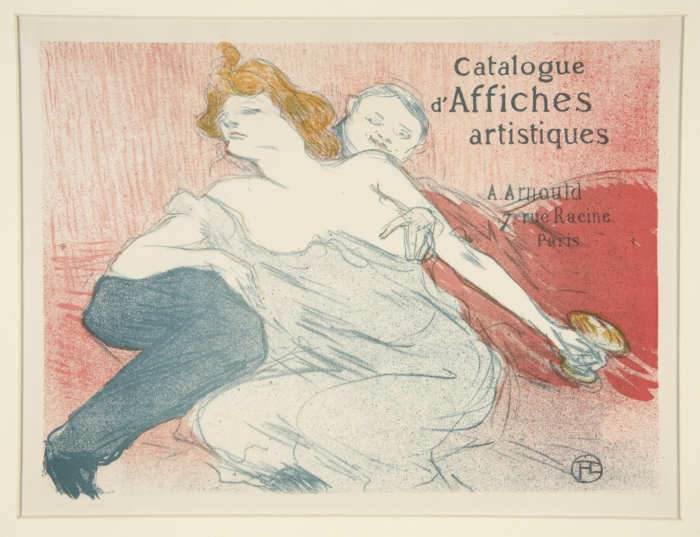
Débauche (1896).

La litografia original fou titulada Le Débauche (El corruptor) i posteriorment va ser utilitzada com a coberta de catàlegs d'Affiches Artistiques. En aquest cas, el corruptor és amic de Lautrec, Maxime Dethomas (1868-1928); es mostra pessigant el mugró d'una dona parcialment desvestida.
La Chaine Simpson, 1896 (805 x 1.200).
El ciclisme és un esport de moda des que Dunlop creés les rodes de goma i els velòdroms es convertissin en punts de trobada de la societat elegant. En una de les cartes de Lautrec a la seva mare, cita: “Tinc dos o tres encàrrecs per a grans companyies de bicicletes, tot va molt bé”. Per encàrrec d'un constructor, Simpson, Lautrec creà un cartell per fer publicitat d'unes cadenes noves de bicicleta. Posteriorment, el cartell és acceptat com a publicitat per a la filial Parisenca. La proposta es fa en colors grocs, vermells i blaus obscurs, que representen el campió Constant Huret, els seus entrenadors en un tàndem i les dues persones que han encarregat el cartell, al fons.
Au Concert, 1896 (318 x 253). 
Art Institute of Chicago.
El més petit cartell policromàtic, realitzat per una fàbrica nord-americana de tintes i en el qual figuren Émilienne d'Alençon i Gabriel Tapié al Cabaret des Déscadents.
La Gitane, 1899 (912 x 635).
El drama en quatre actes La Gitane, de J. Richepin, fou estrenat al teatre Antoine el 22 de gener del 1900. Lautrec es va encarregar del cartell de publicitat, i en va escollir com a model l'actriu Marthe Mellot en primer pla, mentre que al fons posà un gitano allunyant-se de la protagonista per reforçar el dramatisme de l'obra. Les dues figures se situen davant un fons monocromàtic, reforçant la diagonal que manifesta un moviment amb la capa del gitano. Un cartell en el qual ha fet servir tonalitats fredes.

## Museu
Com a conseqüència del gran èxit de l'artista en la història del cartellisme, pintura i fotografia, l'any 1922 s'inaugurà al palau de la Berbie les galeries Toulouse-Lautrec. Això fou possible gràcies al llegat dels seus pares de més de 1.000 obres, que convertiren en realitat poder conèixer més profundament i de manera documentada l'artista, mostrant totes les seves etapes.
L'any 2001, es va dur a terme un programa de renovació de l'estança, i es crearen nous espais sota el palau. Entre aquests espais, trobem un auditori amb capacitat per a 156 persones, on es projecten pel·lícules dos cops al dia de la vida i obra de Toulouse-Lautrec, una sala d'exposicions temporals d'obres de petita grandària i una sala destinada a realitzar treballs pedagògics per a infants.
Avui dia el museu Toulouse-Lautrec rep visites de més de 160.000 visitants i es considera un dels millors museus contemporanis de França.